# Lijst van wilde planten in België
Dit is een lijst van wilde planten in België. In deze lijst wordt aangegeven wat de status is van elk taxon voor Vlaanderen (inclusief het Brussels Gewest) en Wallonië afzonderlijk, en als die niet worden genoemd geldt de status voor de landsdelen samen.
De wetenschappelijke naam bestaat uit achtereenvolgens de naam van het geslacht (met een hoofdletter) en de soortaanduiding (epitheton) in cursief. Als dat van toepassing is volgt na de afkorting ssp. (subspecies), de naam van de ondersoort in cursief. Na de eventuele afkorting var. volgt, opnieuw in cursief, de naam van de variëteit. Een kruisje onmiddellijk voor de geslachtsnaam geeft aan dat het om een kruising gaat tussen soorten die bij verschillende geslachten zijn ingedeeld, ofwel een intergenerische kruising. Als er een kruisje voor de soortaanduiding staat, dan gaat het om een kruising tussen soorten binnen hetzelfde geslacht (intragenerische kruising).
Planten krijgen een statusaanduiding op grond van hun historische en huidige voorkomen in een gebied. Wilde planten zijn in dit geval alle planten die niet bewust door de mens worden gezaaid, aangeplant, of met een ander woord, gecultiveerd. Planten die al in een bepaald gebied zijn zolang we kunnen nagaan worden inheems genoemd. Andere planten die door de mens bewust ergens anders vandaan worden gehaald om ze in cultuur te nemen, en zich handhaven nadat hun groeiplaats een andere bestemming heeft gekregen, noemen we verwilderd. Weer andere planten worden onbedoeld meegenomen, bijvoorbeeld als zaden in grond, wol of graan. Als zulke zaden zich ontwikkelen maar zonder tot voldoende voortplanting te komen en na korte tijd weer verdwijnen, noemen we dat adventieven of pothoofdplanten. Als adventiefplanten of verwilderde planten zich minstens drie opvolgende generaties hebben gehandhaafd, dan noemt men dat ingeburgerd. Als de plant voor het jaar 1500 al is ingeburgerd wordt gesproken van een archeofyt, na 1500 is dat een neofyt. Ook als planten zich spontaan vestigen, bijvoorbeeld doordat het klimaat is veranderd, worden de begrippen archeofyt en neofyt gebruik.

## A
A B C D E F G H I J K L M N O P R S T U V W Z
| Nederlandse naam          | Wetenschappelijke naam                 | Status                                                                     |
| Aalbes                    | Ribes rubrum                           | inheems                                                                    |
| Aangebrande orchis        | Neotinea ustulata                      | verdwenen uit Vlaanderen, inheems in Wallonië                              |
| Aapjesorchis              | Orchis simia                           | zeer waarschijnlijk verdwenen uit Vlaanderen, inheems in Wallonië          |
| Aardaker                  | Lathyrus tuberosus                     | inheems                                                                    |
| Aardbeiganzerik           | Potentilla sterilis                    | inheems                                                                    |
| Aardbeiklaver             | Trifolium fragiferum                   | inheems                                                                    |
| Aarddistel                | Cirsium acaule                         | inheems                                                                    |
| Aardkastanje              | Bunium bulbocastanum                   | niet in Vlaanderen, inheems in Wallonië                                    |
| Aardpeer                  | Helianthus tuberosus                   | ingeburgerd                                                                |
| Aardzegge                 | Carex humilis                          | niet in Vlaanderen, inheems in Wallonië                                    |
| Aarvederkruid             | Myriophyllum spicatum                  | inheems                                                                    |
| Absintalsem               | Artemisia absinthium                   | inheems                                                                    |
| Adderwortel               | Persicaria bistorta                    | inheems                                                                    |
| Adelaarsvaren             | Pteridium aquilinum                    | inheems                                                                    |
| Afghaanse duizendknoop    | Persicaria wallichii                   | ingeburgerd                                                                |
| Akkerandoorn              | Stachys arvensis                       | inheems                                                                    |
| Akkerbedstro              | Asperula arvensis                      | niet in Vlaanderen, verdwenen uit Wallonië                                 |
| Akkerboterbloem           | Ranunculus arvensis                    | inheems                                                                    |
| Akkerdistel               | Cirsium arvense                        | inheems                                                                    |
| Akkerdoornzaad            | Torilis arvensis                       | inheems                                                                    |
| Akkerdravik               | Bromus arvensis                        | ingeburgerd                                                                |
| Akkerereprijs             | Veronica agrestis                      | inheems                                                                    |
| Akkergeelster             | Gagea villosa                          | inheems in Vlaanderen, verdwenen uit Wallonië                              |
| Akkergoudsbloem           | Calendula arvensis                     | niet in Vlaanderen, verdwenen uit Wallonië                                 |
| Akkerhoornbloem           | Cerastium arvense                      | inheems                                                                    |
| Akkerkers                 | Rorippa sylvestris                     | inheems                                                                    |
| Akkerklaver               | Trifolium aureum                       | adventief in Vlaanderen, ingeburgerd in Wallonië                           |
| Akkerklokje               | Campanula rapunculoides                | inheems                                                                    |
| Akkerkool                 | Lapsana communis                       | inheems                                                                    |
| Akkerleeuwenbek           | Misopates orontium                     | inheems                                                                    |
| Akkermelkdistel           | Sonchus arvensis                       | inheems                                                                    |
| Akkermunt                 | Mentha arvensis                        | inheems                                                                    |
| Akkerogentroost           | Odontites vernus ssp. vernus           | inheems                                                                    |
| Akkervergeet-mij-nietje   | Myosotis arvensis                      | inheems                                                                    |
| Akkerviltkruid            | Filago arvensis                        | verdwenen                                                                  |
| Akkerviooltje             | Viola arvensis                         | inheems                                                                    |
| Akkerwalstro              | Galium spurium                         | adventief in Vlaanderen, inheems in Wallonië                               |
| Akkerwinde                | Convolvulus arvensis                   | inheems                                                                    |
| Akkerzenegroen            | Ajuga chamaepitys                      | niet in Vlaanderen, inheems in Wallonië                                    |
| Alpenandoorn              | Stachys alpina                         | inheems                                                                    |
| Alpenbes                  | Ribes alpinum                          | ingeburgerd in Vlaanderen, inheems in Wallonië                             |
| Alpenheksenkruid          | Circaea alpina                         | niet in Vlaanderen, verdwenen uit Wallonië                                 |
| Alpenklaver               | Trifolium alpestre                     | niet in Vlaanderen, mogelijk inheems in Wallonië                           |
| Alpenwolfsklauw           | Lycopodium alpinum                     | niet in Vlaanderen, verdwenen uit Wallonië                                 |
| Alsemambrosia             | Ambrosia artemisiifolia                | niet lang standhoudend                                                     |
| Amandelwilg               | Salix triandra                         | inheems                                                                    |
| Amandelwolfsmelk          | Euphorbia amygdaloides                 | inheems                                                                    |
| Amerikaans krentenboompje | Amelanchier lamarckii                  | ingeburgerd in Vlaanderen, verwilderend in Wallonië                        |
| Amerikaanse eik           | Quercus rubra                          | ingeburgerd                                                                |
| Amerikaanse kruidkers     | Lepidium virginicum                    | ingeburgerd                                                                |
| Amerikaanse vogelkers     | Prunus serotina                        | ingeburgerd                                                                |
| Amsinckia                 | Amsinckia menziesii                    | ingeburgerd in Vlaanderen, niet in Wallonië                                |
| Wilde appel               | Malus sylvestris                       | inheems                                                                    |
| Zwarte appelbes           | Aronia ×prunifolia                     | verwilderend in Vlaanderen, niet in Wallonië                               |
| Ardense dravik            | Bromus bromoideus                      | niet in Vlaanderen, endeem van Wallonië, mondiaal uitgestorven in het wild |
| Argentijns vingergras     | Digitaria aequiglumis                  | ingeburgerd in Vlaanderen, niet in Wallonië                                |
| Armbloemige scheefkelk    | Arabis pauciflora                      | niet in Vlaanderen, inheems in Wallonië                                    |
| Armbloemige waterbies     | Eleocharis quinqueflora                | inheems                                                                    |
| Armbloemige zegge         | Carex pauciflora                       | niet in Vlaanderen, inheems in Wallonië                                    |
| Armoedige zegge           | Carex depauperata                      | niet in Vlaanderen, uitgestorven in Wallonië                               |
| Asperge                   | Asparagus officinalis ssp. officinalis | inheems                                                                    |
| Avondkoekoeksbloem        | Silene latifolia ssp. alba             | inheems                                                                    |
| Azorenaddertong           | Ophioglossum azoricum                  | inheems in Vlaanderen, niet in Wallonië                                    |

## B
A B C D E F G H I J K L M N O P R S T U V W Z
| Nederlandse naam          | Wetenschappelijke naam                 | Status                                                               |
| Baardgras                 | Polypogon monspeliensis                | ingeburgerd                                                          |
| Bastaardpaardenstaart     | Equisetum ×litorale                    | inheems                                                              |
| Bastaardvlotgras          | Glyceria ×pedicellata                  | verspreiding onbekend                                                |
| Basterdamarant            | Amaranthus hybridus ssp. hybridus      | ingeburgerd in Vlaanderen, onbestendig in Wallonië                   |
| Basterdklaver             | Trifolium hybridum                     | inheems                                                              |
| Beekpunge                 | Veronica beccabunga                    | inheems                                                              |
| Beemdhaver                | Helictotrichon pratense                | niet in Vlaanderen, inheems in Wallonië                              |
| Beemdkroon                | Knautia arvensis                       | inheems                                                              |
| Beemdlangbloem            | Festuca pratensis                      | inheems                                                              |
| Beemdooievaarsbek         | Geranium pratense                      | inheems                                                              |
| Beenbreek                 | Narthecium ossifragum                  | inheems                                                              |
| Behaard breukkruid        | Herniaria hirsuta                      | ingeburgerd                                                          |
| Behaarde boterbloem       | Ranunculus sardous                     | inheems                                                              |
| Behaarde struweelroos     | Rosa caesia                            | inheems                                                              |
| Beklierde huislook        | Sempervivum funckii var. aqualiense    | niet in Vlaanderen, inheems in Wallonië                              |
| Beklierde basterdwederik  | Epilobium ciliatum                     | inheems                                                              |
| Beklierde duizendknoop    | Persicaria lapathifolia                | inheems                                                              |
| Beklierde heggenroos      | Rosa tomentella                        | inheems                                                              |
| Beklierde kogeldistel     | Echinops sphaerocephalus               | niet in Vlaanderen, ingeburgerd in Wallonië                          |
| Beklierde nachtschade     | Solanum nigrum ssp. schultesii         | waarschijnlijk adventief Vlaanderen, waarschijnlijk niet in Wallonië |
| Beklierde ogentroost      | Euphrasia rostkoviana                  | inheems                                                              |
| Bergandoorn               | Stachys recta                          | niet in Vlaanderen, inheems in Wallonië                              |
| Bergaster                 | Aster amellus                          | niet in Vlaanderen, misschien inheems in Wallonië                    |
| Bergbasterdwederik        | Epilobium montanum                     | inheems                                                              |
| Bergbeemdgras             | Poa chaixii                            | inheems                                                              |
| Bergboerenkers            | Thlaspi montanum                       | niet in Vlaanderen, inheems in Wallonië                              |
| Bergcentaurie             | Centaurea montana                      | niet in Vlaanderen, inheems in Wallonië                              |
| Bergdravik                | Bromopsis erecta                       | inheems                                                              |
| Berggamander              | Teucrium montanum                      | niet in Vlaanderen, inheems in Wallonië                              |
| Berghertshooi             | Hypericum montanum                     | inheems                                                              |
| Bergklaver                | Trifolium montanum                     | niet in Vlaanderen, inheems in Wallonië                              |
| Bergklokje                | Campanula rhomboidalis                 | inheems in Vlaanderen, niet in Wallonië                              |
| Bergknautia               | Knautia dipsacifolia                   | verwilderend in Vlaanderen, inheems in Wallonië                      |
| Berglook                  | Allium carinatum                       | niet in Vlaanderen, ingeburgerd in Wallonië                          |
| Bergnachtorchis           | Platanthera montana                    | inheems                                                              |
| Bergsteentijm             | Clinopodium menthifolium               | misschien ingeburgerd in Vlaanderen, misschien inheems in Wallonië   |
| Bergstruisriet            | Calamagrostis varia                    | niet in Vlaanderen, verdwenen uit Wallonië                           |
| Bergvenkel                | Meum athamanticum                      | niet in Vlaanderen, inheems in Wallonië                              |
| Bergvrouwenmantel         | Alchemilla monticola                   | niet in Vlaanderen, inheems in Wallonië                              |
| Bergwolfsklauw            | Lycopodium issleri                     | niet in Vlaanderen, verdwenen uit Wallonië                           |
| Bergzegge                 | Carex montana                          | niet in Vlaanderen, inheems in Wallonië                              |
| Berijpte viltroos         | Rosa sherardii                         | waarschijnlijk niet in België                                        |
| Bermooievaarsbek          | Geranium pyrenaicum                    | inheems                                                              |
| Bermzuring                | Rumex ×pratensis                       | inheems                                                              |
| Bernagie                  | Borago officinalis                     | verwilderend                                                         |
| Besanjelier               | Silene baccifera                       | niet in Vlaanderen, verdwenen uit Wallonië                           |
| Betonie                   | Stachys officinalis                    | inheems                                                              |
| Beuk                      | Fagus sylvatica                        | inheems                                                              |
| Beursjesganzenvoet        | Chenopodium chenopodioides             | inheems in Vlaanderen, niet in Wallonië                              |
| Beverneltorkruid          | Oenanthe pimpinelloides                | inheems in Vlaanderen, verdwenen uit Wallonië                        |
| Bevertjes                 | Briza media                            | inheems                                                              |
| Bezemkruiskruid           | Senecio inaequidens                    | ingeburgerd                                                          |
| Bieslook                  | Allium schoenoprasum                   | verwilderend in Vlaanderen, ingeburgerd in Wallonië                  |
| Biestarwegras             | Elytrigia juncea ssp. boreoatlantica   | inheems in Vlaanderen, niet in Wallonië                              |
| Biezenknoppen             | Juncus conglomeratus                   | inheems                                                              |
| Bijenblad                 | Melittis melissophyllum                | niet in Vlaanderen, verdwenen uit Wallonië                           |
| Bijenorchis               | Ophrys apifera                         | inheems                                                              |
| Bijvoet                   | Artemisia vulgaris                     | inheems                                                              |
| Bilzekruid                | Hyoscyamus niger                       | inheems                                                              |
| Bitter barbarakruid       | Barbarea intermedia                    | inheems                                                              |
| Bittere scheefbloem       | Iberis amara                           | verdwenen uit Vlaanderen, inheems in Wallonië                        |
| Bittere veldkers          | Cardamine amara                        | inheems                                                              |
| Bittere vleugeltjesbloem  | Polygala amarella                      | niet in Vlaanderen, verdwenen uit Wallonië                           |
| Bittere wilg              | Salix purpurea                         | inheems                                                              |
| Bitterkruidbremraap       | Orobanche picridis                     | niet in Vlaanderen, verdwenen uit Wallonië                           |
| Bitterzoet                | Solanum dulcamara                      | inheems                                                              |
| Blaartrekkende boterbloem | Ranunculus sceleratus                  | inheems                                                              |
| Blaassilene               | Silene vulgaris                        | inheems                                                              |
| Blaasvaren                | Cystopteris fragilis                   | inheems                                                              |
| Blaasvossenstaart         | Alopecurus rendlei                     | niet in Vlaanderen, inheems in Wallonië                              |
| Blaaszegge                | Carex vesicaria                        | inheems                                                              |
| Blauw glidkruid           | Scutellaria galericulata               | inheems                                                              |
| Blauw guichelheil         | Anagallis arvensis ssp. foemina        | inheems                                                              |
| Blauw kweldergras         | Puccinellia fasciculata                | inheems in Vlaanderen, niet in Wallonië                              |
| Blauw walstro             | Sherardia arvensis                     | niet in Vlaanderen, inheems in Wallonië                              |
| Blauwe anemoon            | Anemone apennina                       | niet in Vlaanderen, ingeburgerd in Wallonië                          |
| Blauwe bosbes             | Vaccinium myrtillus                    | inheems                                                              |
| Blauwe bremraap           | Orobanche purpurea                     | inheems                                                              |
| Blauwe druifjes           | Muscari botryoides                     | ingeburgerd in Vlaanderen, inheems in Wallonië                       |
| Blauwe knoop              | Succisa pratensis                      | inheems                                                              |
| Blauwe leeuwenbek         | Linaria arvensis                       | ingevoerd in Vlaanderen, verdwenen uit Wallonië                      |
| Blauwe monnikskap         | Aconitum napellus                      | verwilderend in Vlaanderen, inheems in Wallonië                      |
| Blauwe sla                | Lactuca perennis                       | niet in Vlaanderen, inheems in Wallonië                              |
| Blauwe waterereprijs      | Veronica anagallis-aquatica            | inheems                                                              |
| Blauwe zeedistel          | Eryngium maritimum                     | inheems in Vlaanderen, niet in Wallonië                              |
| Blauwe zegge              | Carex panicea                          | inheems                                                              |
| Blauwgras                 | Sesleria albicans                      | inheems                                                              |
| Bleek bosvogeltje         | Cephalanthera damasonium               | inheems                                                              |
| Bleek havikskruid         | Hieracium schmidtii                    | niet in Vlaanderen, verdwenen uit Wallonië                           |
| Bleek kweldergras         | Puccinellia distans ssp. borealis      | inheems in Vlaanderen, niet in Wallonië                              |
| Bleek schildzaad          | Alyssum alyssoides                     | verdwenen uit Vlaanderen, inheems in Wallonië                        |
| Bleekgeel blaasjeskruid   | Utricularia ochroleuca                 | inheems in Vlaanderen, verdwenen uit Wallonië                        |
| Bleekgele droogbloem      | Gnaphalium luteo-album                 | inheems                                                              |
| Bleekgele hennepnetel     | Galeopsis segetum                      | inheems                                                              |
| Bleeksporig bosviooltje   | Viola riviniana                        | inheems                                                              |
| Bleke basterdwederik      | Epilobium roseum                       | inheems                                                              |
| Bleke hoornbloem          | Cerastium glutinosum                   | verspreiding onduidelijk                                             |
| Bleke klaproos            | Papaver dubium                         | inheems                                                              |
| Bleke morgenster          | Tragopogon dubius                      | ingeburgerd                                                          |
| Bleke schubwortel         | Lathraea squamaria                     | niet in Vlaanderen, inheems in Wallonië                              |
| Bleke zegge               | Carex pallescens                       | inheems                                                              |
| Bloedooievaarsbek         | Geranium sanguineum                    | niet in Vlaanderen, inheems in Wallonië                              |
| Bloedzuring               | Rumex sanguineus                       | inheems                                                              |
| Blonde zegge              | Carex hostiana                         | inheems                                                              |
| Bochtige klaver           | Trifolium medium                       | inheems                                                              |
| Bochtige smele            | Deschampsia flexuosa                   | inheems                                                              |
| Boerenkrokus              | Crocus tommasinianus                   | verwilderend in Vlaanderen, niet in Wallonië                         |
| Boerenwormkruid           | Tanacetum vulgare                      | inheems                                                              |
| Bokkenorchis              | Himantoglossum hircinum                | inheems                                                              |
| Boksdoorn                 | Lycium barbarum                        | ingeburgerd                                                          |
| Bolderik                  | Agrostemma githago                     | inheems in Vlaanderen, verdwenen uit Wallonië                        |
| Bolletjeskers             | Cardamine bulbifera                    | niet in Vlaanderen, inheems in Wallonië                              |
| Bolletjesraket            | Rapistrum rugosum                      | ingeburgerd                                                          |
| Bolletjesvaren            | Onoclea sensibilis                     | mogelijk ingeburgerd                                                 |
| Bont kroonkruid           | Securigera varia                       | inheems                                                              |
| Bonte gele dovenetel      | Lamiastrum galeobdolon ssp. argentatum | ingeburgerd                                                          |
| Bonte krokus              | Crocus vernus                          | ingeburgerd in Vlaanderen, niet in Wallonië                          |
| Bonte luzerne             | Medicago ×varia                        | inheems                                                              |
| Bonte paardenstaart       | Equisetum variegatum                   | inheems                                                              |
| Bonte wikke               | Vicia villosa                          | inheems                                                              |
| Borstelbies               | Isolepis setacea                       | inheems                                                              |
| Borstelgras               | Nardus stricta                         | inheems                                                              |
| Borstelkrans              | Clinopodium vulgare                    | inheems                                                              |
| Borstelscherm             | Turgenia latifolia                     | niet in Vlaanderen, verdwenen uit Wallonië                           |
| Borstelstreepzaad         | Crepis setosa                          | ingeburgerd in Vlaanderen, verdwenen uit Wallonië                    |
| Bosaardbei                | Fragaria vesca                         | inheems                                                              |
| Bosandoorn                | Stachys sylvatica                      | inheems                                                              |
| Bosanemoon                | Anemone nemorosa                       | inheems                                                              |
| Bosbies                   | Scirpus sylvaticus                     | inheems                                                              |
| Bosbingelkruid            | Mercurialis perennis                   | inheems                                                              |
| Bosboerenkers             | Thlaspi caerulescens ssp. caerulescens | niet in Vlaanderen, inheems in Wallonië                              |
| Bosboterbloem             | Ranunculus polyanthemos ssp. nemorosus | inheems                                                              |
| Bosdravik                 | Bromopsis ramosa ssp. benekenii        | waarschijnlijk niet in Vlaanderen, inheems in Wallonië               |
| Bosdroogbloem             | Gnaphalium sylvaticum                  | inheems                                                              |
| Bosereprijs               | Veronica montana                       | inheems                                                              |
| Bosgeelster               | Gagea lutea                            | inheems                                                              |
| Bosgerst                  | Hordelymum europeaus                   | niet in Vlaanderen, inheems in Wallonië                              |
| Bosgierstgras             | Milium effusum                         | inheems                                                              |
| Boshavikskruid            | Hieracium sabaudum                     | inheems                                                              |
| Boshondstong              | Cynoglossum germanicum                 | niet in Vlaanderen, inheems in Wallonië                              |
| Bosklit                   | Arctium nemorosum                      | inheems                                                              |
| Boskortsteel              | Brachypodium sylvaticum                | inheems                                                              |
| Boskruiskruid             | Senecio sylvaticus                     | inheems                                                              |
| Boslathyrus               | Lathyrus sylvestris                    | inheems                                                              |
| Bosmuur                   | Stellaria nemorum                      | inheems                                                              |
| Bosogentroost             | Euphrasia nemorosa                     | inheems                                                              |
| Bosooievaarsbek           | Geranium sylvaticum                    | verwilderend in Vlaanderen, inheems in Wallonië                      |
| Bosorchis                 | Dactylorhiza maculata ssp. fuchsii     | inheems                                                              |
| Bospaardenstaart          | Equisetum sylvaticum                   | inheems                                                              |
| Bosrank                   | Clematis vitalba                       | inheems                                                              |
| Bosroos                   | Rosa arvensis                          | inheems                                                              |
| Bossalie                  | Salvia nemorosa                        | verwilderend in Vlaanderen, ingeburgerd in Wallonië                  |
| Bosstruisriet             | Calamagrostris arundinacea             | niet in Vlaanderen, inheems in Wallonië                              |
| Bostulp                   | Tulipa sylvestris                      | inheems                                                              |
| Bosveldkers               | Cardamine flexuosa                     | inheems                                                              |
| Bosvergeet-mij-nietje     | Myosotis sylvatica                     | inheems                                                              |
| Bosvogelmelk              | Ornithogalum pyrenaicum                | inheems                                                              |
| Boswalstro                | Galium sylvaticum                      | niet in Vlaanderen, inheems in Wallonië                              |
| Boswederik                | Lysimachia nemorum                     | inheems                                                              |
| Boswilg                   | Salix caprea                           | inheems                                                              |
| Boswolfsklauw             | Lycopodium zeilleri                    | enkel in beschermde tuin in Vlaanderen, was inheems in Wallonië      |
| Boszegge                  | Carex sylvatica                        | inheems                                                              |
| Boszwenkgras              | Festuca altissima                      | niet in Vlaanderen, inheems in Wallonië                              |
| Bottelroos                | Rosa villosa                           | inheems                                                              |
| Brandlobelia              | Lobelia urens                          | verdwenen                                                            |
| Brandpastinaak            | Pastinaca sativa ssp. urens            | ingeburgerd                                                          |
| Brave hendrik             | Chenopodium bonus-henricus             | ingeburgerd voor 1500                                                |
| Brede eikvaren            | Polypodium interjectum                 | inheems                                                              |
| Brede ereprijs            | Veronica austriaca ssp. teucrium       | niet in Vlaanderen, inheems in Wallonië                              |
| Brede lathyrus            | Lathyrus latifolius                    | ingeburgerd                                                          |
| Brede orchis              | Dactylorhiza majalis ssp. majalis      | inheems                                                              |
| Brede raai                | Galeopsis ladanum                      | niet in Vlaanderen, inheems in Wallonië                              |
| Brede stekelvaren         | Dryopteris dilatata                    | inheems                                                              |
| Brede waterpest           | Elodea canadensis                      | inheems                                                              |
| Brede wespenorchis        | Epipactis helleborine ssp. helleborine | inheems                                                              |
| Brede wolfsmelk           | Euphorbia platyphyllos                 | inheems                                                              |
| Breed fakkelgras          | Koeleria pyramidata                    | niet in Vlaanderen, inheems in Wallonië                              |
| Breed klokje              | Campanula latifolia                    | ingeburgerd                                                          |
| Breed wollegras           | Eriophorum latifolium                  | inheems                                                              |
| Brem                      | Cytisus scoparius                      | inheems                                                              |
| Brilkruid                 | Biscutella laevigata                   | niet in Vlaanderen, inheems in Wallonië                              |
| Bruin cypergras           | Cyperus fuscus                         | inheems                                                              |
| Bruine snavelbies         | Rhynchospora fusca                     | inheems                                                              |
| Bruinrode wespenorchis    | Epipactis atrorubens                   | inheems                                                              |
| Bultkroos                 | Lemna gibba                            | inheems                                                              |
| Buntgras                  | Corynephorus canescens                 | inheems                                                              |
| Buxus                     | Buxus serpervirens                     | niet in Vlaanderen, inheems in Wallonië                              |

## C
A B C D E F G H I J K L M N O P R S T U V W Z
| Nederlandse naam         | Wetenschappelijke naam | Status                                                                    |
| Canadees vlotgras        | Glyceria canadensis    | ingeburgerd                                                               |
| Canadese fijnstraal      | Conyza canadensis      | ingeburgerd                                                               |
| Canadese guldenroede     | Solidago canadensis    | ingeburgerd                                                               |
| Canadese kornoelje       | Cornus sericea         | ingeburgerd in Vlaanderen, verwilderend in Wallonië                       |
| Canadese rus             | Juncus canadensis      | ingeburgerd in Vlaanderen, niet in Wallonië                               |
| Caucalis                 | Caucalis platycarpos   | niet in Vlaanderen, inheems in Wallonië                                   |
| Centauriebremraap        | Orobanche elatior      | niet in Vlaanderen, inheems in Wallonië                                   |
| Chinese bruidssluier     | Fallopia baldschuanica | ingeburgerd                                                               |
| Chinese naaldaar         | Setaria faberi         | ingeburgerd in Vlaanderen, niet in Wallonië                               |
| Christoffelkruid         | Actaea spicata         | inheems                                                                   |
| Cipreswolfsmelk          | Euphorbia cyparissias  | inheems                                                                   |
| Citroengele honingklaver | Melilotus officinalis  | inheems                                                                   |
| Citroenmelisse           | Melissa officinalis    | verwilderend, mogelijk ingeburgerd in Vlaanderen, ingeburgerd in Wallonië |

## D
A B C D E F G H I J K L M N O P R S T U V W Z
| Nederlandse naam            | Wetenschappelijke naam                 | Status                                                       |
| Dagkoekoeksbloem            | Silene dioica                          | inheems                                                      |
| Dalkruid                    | Maianthemum bifolium                   | inheems                                                      |
| Damastbloem                 | Hesperis matronalis                    | ingeburgerd in Vlaanderen, inheems in Wallonië               |
| Daslook                     | Allium ursinum                         | inheems                                                      |
| Dauwbraam                   | Rubus caesius                          | inheems                                                      |
| Dauwnetel                   | Galeopsis speciosa                     | inheems in Vlaanderen, verdwenen uit Wallonië                |
| Deens lepelblad             | Cochlearia danica                      | inheems in Vlaanderen, niet in Wallonië                      |
| Dennenorchis                | Goodyera repens                        | inheems                                                      |
| Dennenwolfsklauw            | Huperzia selago                        | inheems                                                      |
| Dicht havikskruid           | Hieracium vulgatum                     | inheems                                                      |
| Dicht langbaardgras         | Vulpia fasciculata                     | inheems in Vlaanderen, niet in Wallonië                      |
| Dichtbloemige duivenkervel  | Fumaria densiflora                     | inheems                                                      |
| Dichtbloemige kruidkers     | Lepidium densiflorum                   | ingeburgerd                                                  |
| Dichte bermzegge            | Carex muricata                         | inheems                                                      |
| Dik vetkruid                | Sedum dasyphyllum                      | niet in Vlaanderen, ingeburgerd in Wallonië                  |
| Dodemansvingers             | Oenanthe crocata                       | inheems in Vlaanderen, niet in Wallonië                      |
| Doffe ereprijs              | Veronica opaca                         | vermoedelijk verdwenen in Vlaanderen, inheems in Wallonië    |
| Dolik                       | Lolium temulentum                      | waarschijnlijk alleen adventief                              |
| Dolle kervel                | Chaerophyllum temulum                  | inheems                                                      |
| Donderblad                  | Sempervivum tectorum                   | niet in Vlaanderen, verwilderend in Wallonië                 |
| Donderkruid                 | Inula conyzae                          | inheems                                                      |
| Donkere ooievaarsbek        | Geranium phaeum                        | inheems                                                      |
| Donkere vetmuur             | Sagina apetala                         | inheems                                                      |
| Donkergroene basterdwederik | Epilobium obscurum                     | inheems                                                      |
| Donkersporig bosviooltje    | Viola reichenbachiana                  | inheems                                                      |
| Donzige eik                 | Quercus pubescens                      | niet in Vlaanderen, inheems in Wallonië                      |
| Donzige klit                | Arctium tomentosum                     | inheems                                                      |
| Doorgroeid fonteinkruid     | Potamogeton perfoliatus                | inheems                                                      |
| Doorgroeide boerenkers      | Thlaspi perfoliatum                    | inheems                                                      |
| Doornappel                  | Datura stramonium                      | ingeburgerd sinds 1700                                       |
| Doorschijnend sterrenkroos  | Callitriche truncata                   | inheems in Vlaanderen, niet in Wallonië                      |
| Doorwas                     | Bupleurum rotundifolium                | inheems                                                      |
| Douglasspar                 | Pseudotsuga menziesii                  | ingeburgerd                                                  |
| Draadereprijs               | Veronica filiformis                    | inheems                                                      |
| Draadgentiaan               | Cicendia filiformis                    | inheems                                                      |
| Draadgierst                 | Panicum capillare                      | ingeburgerd                                                  |
| Draadklaver                 | Trifolium micranthum                   | inheems in Vlaanderen, verdwenen uit Wallonië                |
| Draadrus                    | Juncus filiformis                      | inheems                                                      |
| Draadzegge                  | Carex lasiocarpa                       | inheems                                                      |
| Draadzwenkgras              | Festuca heterophylla                   | niet in Vlaanderen, inheems in Wallonië                      |
| Dreps                       | Bromus secalinus                       | inheems                                                      |
| Driebloemige nachtschade    | Solanum triflorum                      | inheems in Vlaanderen, adventief in Wallonië                 |
| Driedelige waterranonkel    | Ranunculus tripartitus                 | inheems in Vlaanderen, verdwenen uit Wallonië                |
| Driedistel                  | Carlina vulgaris                       | inheems                                                      |
| Driehoornig walstro         | Galium tricornutum                     | inheems in Vlaanderen, waarschijnlijk verdwenen uit Wallonië |
| Driekantige bies            | Schoenoplectus triqueter               | inheems in Vlaanderen, niet in Wallonië                      |
| Driekleurig viooltje        | Viola tricolor                         | inheems                                                      |
| Drienerfmuur                | Moehringia trinervia                   | inheems                                                      |
| Drienervige zegge           | Carex trinervis                        | inheems in Vlaanderen, niet in Wallonië                      |
| Drietallig glaskroos        | Elatine triandra                       | inheems in Vlaanderen, verdwenen uit Wallonië                |
| Drijvend fonteinkruid       | Potamogeton natans                     | inheems                                                      |
| Drijvende egelskop          | Sparganium angustifolium               | inheems in Vlaanderen, niet in Wallonië                      |
| Drijvende waterranonkel     | Ranunculus omiophyllus                 | verdwenen                                                    |
| Drijvende waterweegbree     | Luronium natans                        | inheems in Vlaanderen, verdwenen uit Wallonië                |
| Druifkruid                  | Chenopodium botrys                     | niet in Vlaanderen, ingeburgerd in Wallonië                  |
| Dubbelkelk                  | Picris echioides                       | inheems                                                      |
| Dubbelloof                  | Blechnum spicant                       | inheems                                                      |
| Duifkruid                   | Scabiosa columbaria                    | inheems                                                      |
| Duindoorn                   | Hippophae rhamnoides                   | inheems in Vlaanderen, verwilderend in Wallonië              |
| Duindravik                  | Bromus hordeaceus ssp. thominei        | inheems in Vlaanderen, niet in Wallonië                      |
| Duinfakkelgras              | Koeleria albescens                     | inheems                                                      |
| Duingentiaan                | Gentiana uliginosa                     | inheems in Vlaanderen, niet in Wallonië                      |
| Duinkruiskruid              | Jacobaea vulgaris ssp. dunensis        | waarschijnlijk niet in Vlaanderen, niet in Wallonië          |
| Duinlangbaardgras           | Vulpia ciliata ssp. ambigua            | inheems in Vlaanderen, niet in Wallonië                      |
| Duinriet                    | Calamagrostis epigejos                 | inheems                                                      |
| Duinroos                    | Rosa pimpinellifolia                   | inheems                                                      |
| Duinteunisbloem             | Oenothera oakesiana                    | inheems in Vlaanderen, niet in Wallonië                      |
| Duinviooltje                | Viola curtisii                         | inheems in Vlaanderen, niet in Wallonië                      |
| Duinvogelmuur               | Stellaria pallida                      | inheems                                                      |
| Duinwespenorchis            | Epipactis helleborine ssp. neerlandica | inheems in Vlaanderen, niet in Wallonië                      |
| Duinzwenkgras               | Festuca arenaria                       | inheems in Vlaanderen, niet in Wallonië                      |
| Duist                       | Alopecurus myosuroides                 | inheems                                                      |
| Duits viltkruid             | Filago vulgaris                        | inheems                                                      |
| Duitse andoorn              | Stachys germanica                      | niet in Vlaanderen, inheems in Wallonië                      |
| Duitse brem                 | Genista germanica                      | niet in Vlaanderen, inheems in Wallonië                      |
| Duitse dot                  | Salix dasyclados                       | inheems in Vlaanderen, waarschijnlijk niet in Wallonië       |
| Duitse gentiaan             | Gentianella germanica                  | verdwenen uit Vlaanderen, inheems in Wallonië                |
| Duizendblad                 | Achillea millefolium                   | inheems                                                      |
| Duizendknoopfonteinkruid    | Potamogeton polygonifolius             | inheems                                                      |
| Dunstaart                   | Parapholis strigosa                    | inheems in Vlaanderen, niet in Wallonië                      |
| Dwergbloem                  | Centunculus minimus                    | inheems                                                      |
| Dwerggras                   | Mibora minima                          | inheems in Vlaanderen, verdwenen uit Wallonië                |
| Dwergkers                   | Hornungia petraea                      | niet in Vlaanderen, inheems in Wallonië                      |
| Dwergkroos                  | Lemna minuta                           | ingeburgerd                                                  |
| Dwergrus                    | Juncus pygmaeus                        | verdwenen                                                    |
| Dwergviltkruid              | Filago minima                          | inheems                                                      |
| Dwergvlas                   | Radiola linoides                       | inheems                                                      |
| Dwergzegge                  | Carex oederi ssp. oederi               | inheems                                                      |
| Dwergzonneroosje            | Fumana procumbens                      | niet in Vlaanderen, inheems in Wallonië                      |

## E
A B C D E F G H I J K L M N O P R S T U V W Z
| Nederlandse naam        | Wetenschappelijke naam                  | Status                                              |
| Echt bitterkruid        | Picris hieracioides                     | inheems                                             |
| Echt duizendguldenkruid | Centaurium erythraea                    | inheems                                             |
| Echte gamander          | Teucrium chamaedrys ssp. germanicum     | niet in Vlaanderen, inheems in Wallonië             |
| Echte guldenroede       | Solidago virgaurea                      | inheems                                             |
| Echte kamille           | Matricaria chamomilla                   | inheems                                             |
| Echte koekoeksbloem     | Silene flos-cuculi                      | inheems                                             |
| Echte lampionplant      | Physalis alkekengi                      | verwilderend in Vlaanderen, ingeburgerd in Wallonië |
| Echte valeriaan         | Valeriana officinalis                   | inheems                                             |
| Echt lepelblad          | Cochlearia officinalis ssp. officinalis | inheems in Vlaanderen, niet in Wallonië             |
| Echt melkviooltje       | Viola lactea                            | inheems in Vlaanderen, niet in Wallonië             |
| Eekhoorngras            | Vulpia bromoides                        | inheems                                             |
| Eenarig wollegras       | Eriophorum vaginatum                    | inheems                                             |
| Eenbes                  | Paris quadrifolia                       | inheems                                             |
| Eenbloemig parelgras    | Melica uniflora                         | inheems                                             |
| Eenbloemige zeekraal    | Salicornia pusilla                      | verdwenen uit Vlaanderen, niet in Wallonië          |
| Eenjarige hardbloem     | Scleranthus annuus                      | inheems                                             |
| Eenstijlige meidoorn    | Crataegus monogyna                      | inheems                                             |
| Eenzijdig baardgras     | Vulpia unilateralis                     | niet in Vlaanderen, inheems in Wallonië             |
| Egelantier              | Rosa rubiginosa                         | inheems                                             |
| Egelboterbloem          | Ranunculus flammula                     | inheems                                             |
| Eironde leeuwenbek      | Kickxia spuria                          | inheems                                             |
| Eivormige waterbies     | Eleocharis ovata                        | inheems                                             |
| Elsbes                  | Sorbus torminalis                       | niet in Vlaanderen, inheems in Wallonië             |
| Elzenzegge              | Carex elongata                          | inheems                                             |
| Engels gras             | Armeria maritima                        | inheems                                             |
| Engels raaigras         | Lolium perenne                          | inheems                                             |
| Engels slijkgras        | Spartina anglica                        | inheems in Vlaanderen, niet in Wallonië             |
| Engelse alant           | Inula britannica                        | inheems in Vlaanderen, niet in Wallonië             |
| Erwtenwikke             | Vicia pisiformis                        | niet in Vlaanderen, inheems in Wallonië             |
| Es                      | Fraxinus excelsior                      | inheems                                             |
| Esdoornganzenvoet       | Chenopodium hybridum                    | ingeburgerd voor 1500                               |
| Esparcette              | Onobrychis viciifolia                   | ingeburgerd                                         |
| Europees krentenboompje | Amelanchier ovalis                      | niet in Vlaanderen, inheems in Wallonië             |
| Europese hanenpoot      | Echinochloa crus-galli                  | inheems                                             |

## F
A B C D E F G H I J K L M N O P R S T U V W Z
| Nederlandse naam             | Wetenschappelijke naam             | Status                                                                    |
| Fijn goudscherm              | Bupleurum tenuissimum              | verdwenen uit Vlaanderen, niet in Wallonië                                |
| Fijn hoornblad               | Ceratophyllum submersum            | inheems in Vlaanderen, niet in Wallonië                                   |
| Fijn schapengras             | Festuca filiformis                 | inheems                                                                   |
| Fijne kervel                 | Anthriscus caucalis                | inheems                                                                   |
| Fijne ooievaarsbek           | Geranium columbinum                | inheems                                                                   |
| Fijne waterranonkel          | Ranunculus aquatilis               | inheems                                                                   |
| Fijnstengelige vrouwenmantel | Alchemilla filicaulis              | niet in Vlaanderen, inheems in Wallonië                                   |
| Fioringras                   | Agrostis stolonifera               | inheems                                                                   |
| Fladderiep                   | Ulmus laevis                       | inheems                                                                   |
| Fluitenkruid                 | Anthriscus sylvestris              | inheems                                                                   |
| Fluweelblad                  | Abutilon theophrasti               | niet in Vlaanderen, ingeburgerd in Wallonië                               |
| Forez-streepvaren            | Asplenium foreziense               | niet in Vlaanderen, verdwenen uit Wallonië                                |
| Fraai duizendguldenkruid     | Centaurium pulchellum              | inheems                                                                   |
| Fraai hertshooi              | Hypericum pulchrum                 | inheems                                                                   |
| Fraaie vrouwenmantel         | Alchemilla mollis                  | ingeburgerd in Vlaanderen, verwilderend in Wallonië                       |
| Framboos                     | Rubus idaeus                       | inheems                                                                   |
| Franjegentiaan               | Gentianopsis ciliata               | niet in Vlaanderen, inheems in Wallonië                                   |
| Franse aardkastanje          | Conopodium majus                   | inheems                                                                   |
| Franse amarant               | Amaranthus hybridus ssp. bouchonii | ingeburgerd in Vlaanderen, onbestendig in Wallonië                        |
| Franse boekweit              | Fagopyrum tataricum                | niet in Vlaanderen, ingeburgerd in Wallonië maar misschien weer verdwenen |
| Franse roos                  | Rosa gallica                       | niet in Vlaanderen, verdwenen uit Wallonië                                |
| Franse silene                | Silene gallica                     | verdwenen en adventief                                                    |
| Franse veldbies              | Luzula forsteri                    | inheems                                                                   |
| Frans vlas                   | Linum leonii                       | niet in Vlaanderen, inheems in Wallonië                                   |

## G
A B C D E F G H I J K L M N O P R S T U V W Z
| Nederlandse naam         | Wetenschappelijke naam                  | Status                                                                   |
| Gaffelsilene             | Silene dichotoma                        | niet in Vlaanderen, ingeburgerd in Wallonië                              |
| Galigaan                 | Cladium mariscus                        | inheems in Vlaanderen, verdwenen uit Wallonië                            |
| Gamanderbremraap         | Orobanche teucrii                       | niet in Vlaanderen, inmeems in Wallonië                                  |
| Gaspeldoorn              | Ulex europaeus                          | inheems                                                                  |
| Gebogen driehoeksvaren   | Gymnocarpium dryopteris                 | inheems                                                                  |
| Geel cypergras           | Cyperus flavescens                      | verdwenen                                                                |
| Geel hongerbloempje      | Draba aizoides                          | niet in Vlaanderen, inheems in Wallonië                                  |
| Geel nagelkruid          | Geum urbanum                            | inheems                                                                  |
| Geel stalkruid           | Ononis natrix                           | niet in Vlaanderen, verdwenen uit Wallonië                               |
| Geel viltkruid           | Filago lutescens                        | verdwenen                                                                |
| Geel vingerhoedskruid    | Digitalis lutea                         | niet in Vlaanderen, inheems in Wallonië                                  |
| Geel walstro             | Galium verum                            | inheems                                                                  |
| Geel zonneroosje         | Helianthemum nummularium                | inheems                                                                  |
| Geelgroene vrouwenmantel | Alchemilla xanthochlora                 | inheems                                                                  |
| Geelgroene wespenorchis  | Epipactis muelleri                      | inheems                                                                  |
| Geelgroene zegge         | Carex oederi ssp. oedocarpa             | inheems                                                                  |
| Geelhartje               | Linum catharticum                       | inheems                                                                  |
| Geelrode naaldaar        | Setaria pumila                          | ingeburgerd                                                              |
| Geelwit walstro          | Galium ×pomeranicum                     | verspreiding niet bekend                                                 |
| Geelwitte helmbloem      | Pseudofumaria alba                      | ingeburgerd                                                              |
| Geelwitte klaver         | Trifolium ochroleucon                   | niet in Vlaanderen, inheems in Wallonië                                  |
| Gegolfd fonteinkruid     | Potamogeton ×angustifolius              | waarschijnlijk verdwenen uit Vlaanderen, niet in Wallonië                |
| Gegroefde veldsla        | Valerianella carinata                   | inheems                                                                  |
| Gehoornde klaverzuring   | Oxalis corniculata                      | ingeburgerd                                                              |
| Gekielde dravik          | Ceratochloa carinata                    | ingeburgerd in Vlaanderen, adventief in Wallonië                         |
| Geknikte vossenstaart    | Alopecurus geniculatus                  | inheems                                                                  |
| Gekroesd fonteinkruid    | Potamogeton crispus                     | inheems                                                                  |
| Gekroesde melkdistel     | Sonchus asper                           | inheems                                                                  |
| Gekroesde rolvaren       | Cryptogramma crispa                     | niet in Vlaanderen, inheems in Wallonië                                  |
| Gelderse roos            | Viburnum opulus                         | inheems                                                                  |
| Gele anemoon             | Anemone ranunculoides                   | inheems                                                                  |
| Gele dovenetel           | Lamiastrum galeobdolon ssp. galeobdolon | inheems                                                                  |
| Gele ganzenbloem         | Chrysanthemum segetum                   | inheems                                                                  |
| Gele helmbloem           | Pseudofumaria lutea                     | ingeburgerd                                                              |
| Gele hoornpapaver        | Glaucium flavum                         | inheems in Vlaanderen, niet in Wallonië                                  |
| Gele kamille             | Anthemis tinctoria                      | inheems                                                                  |
| Gele kornoelje           | Cornus mas                              | niet in Vlaanderen, inheems in Wallonië                                  |
| Gele lis                 | Iris pseudacorus                        | inheems                                                                  |
| Gele maskerbloem         | Mimulus guttatus                        | ingeburgerd                                                              |
| Gele monnikskap          | Aconitum vulparia                       | verdwenen uit Vlaanderen, inheems in Wallonië                            |
| Gele morgenster          | Tragopogon pratensis                    | inheems                                                                  |
| Gele plomp               | Nuphar lutea                            | inheems                                                                  |
| Gele waterkers           | Rorippa amphibia                        | inheems                                                                  |
| Gele wikke               | Vicia lutea                             | ingeburgerd                                                              |
| Gele zegge               | Carex flava                             | inheems                                                                  |
| Gelobde maanvaren        | Botrychium lunaria                      | inheems                                                                  |
| Gelobde melde            | Atriplex laciniata                      | inheems in Vlaanderen, niet in Wallonië                                  |
| Genaalde streepvaren     | Asplenium fontanum                      | niet in Vlaanderen, inheems in Wallonië                                  |
| Genaald schapengras      | Festuca ovina                           | Zinkschapengras ssp. guestfalica niet in Vlaanderen, inheems in Wallonië |
| Genadekruid              | Gratiola officinalis                    | inheems in Vlaanderen, verdwenen in Wallonië                             |
| Geoord helmkruid         | Scrophularia auriculata                 | inheems                                                                  |
| Geoorde veldsla          | Valerianella rimosa                     | waarschijnlijk verdwenen uit Vlaanderen, inheems in Wallonië             |
| Geoorde wilg             | Salix aurita                            | inheems                                                                  |
| Geoorde zuring           | Rumex thyrsiflorus                      | ingeburgerd                                                              |
| Gerande schijnspurrie    | Spergularia salina                      | inheems in Vlaanderen, adventief in Wallonië                             |
| Geschubde mannetjesvaren | Dryopteris affinis                      | inheems                                                                  |
| Gespleten hennepnetel    | Galeopsis bifida                        | inheems                                                                  |
| Gesteeld glaskroos       | Elatine hexandra                        | inheems                                                                  |
| Gesteeld sterrenkroos    | Callitriche brutia                      | inheems in Vlaanderen, verdwenen uit Wallonië                            |
| Gesteelde zannichellia   | Zannichellia palustris ssp. pedicellata | inheems in Vlaanderen, niet in Wallonië                                  |
| Gesteelde zoutmelde      | Atriplex pedunculata                    | inheems in Vlaanderen, niet in Wallonië                                  |
| Gestreepte greppelrus    | Juncus foliosus                         | inheems in Vlaanderen, niet in Wallonië                                  |
| Gestreepte klaver        | Trifolium striatum                      | inheems                                                                  |
| Gestreepte leeuwenbek    | Linaria repens                          | inheems                                                                  |
| Gestreepte witbol        | Holcus lanatus                          | inheems                                                                  |
| Getand vlotgras          | Glyceria declinata                      | inheems                                                                  |
| Getande veldsla          | Valerianella dentata                    | inheems                                                                  |
| Getande weegbree         | Plantago major ssp. intermedia          | inheems                                                                  |
| Gevinde kortsteel        | Brachypodium pinnatum                   | inheems                                                                  |
| Gevlekt biggenkruid      | Hypochaeris maculata                    | niet in Vlaanderen, inheems in Wallonië                                  |
| Gevlekt hertshooi        | Hypericum maculatum ssp. maculatum      | inheems                                                                  |
| Gevlekt longkruid        | Pulmonaria officinalis                  | ingeburgerd en waarschijnlijk inheems in Vlaanderen, inheems in Wallonië |
| Gevlekte aronskelk       | Arum maculatum                          | inheems                                                                  |
| Gevlekte dovenetel       | Lamium maculatum s.s.                   | inheems                                                                  |
| Gevlekte orchis          | Dactylorhiza maculata ssp. maculata     | inheems                                                                  |
| Gevlekte rupsklaver      | Medicago arabica                        | inheems                                                                  |
| Gevlekte scheerling      | Conium maculatum                        | inheems                                                                  |
| Gevleugeld helmkruid     | Scrophularia umbrosa                    | inheems                                                                  |
| Gevleugeld hertshooi     | Hypericum tetrapterum                   | inheems                                                                  |
| Gevleugeld sterrenkroos  | Callitriche stagnalis                   | inheems                                                                  |
| Gevorkt havikskruid      | Hieracium bifidum                       | niet in Vlaanderen, verdwenen uit Wallonië                               |
| Gewimperd langbaardgras  | Vulpia ciliata ssp. ciliata             | inheems in Vlaanderen, niet in Wallonië                                  |
| Gewone addertong         | Ophioglossum vulgatum                   | inheems                                                                  |
| Gewone agrimonie         | Agrimonia eupatoria                     | inheems                                                                  |
| Gewone berenklauw        | Heracleum sphondylium                   | inheems                                                                  |
| Gewone bermzegge         | Carex spicata                           | inheems                                                                  |
| Gewone braam             | Rubus fruticosus                        | inheems                                                                  |
| Gewone brunel            | Prunella vulgaris                       | inheems                                                                  |
| Gewone dophei            | Erica tetralix                          | inheems                                                                  |
| Gewone dotterbloem       | Caltha palustris ssp. palustris         | inheems                                                                  |
| Gewone duivenkervel      | Fumaria officinalis                     | inheems                                                                  |
| Gewone eikvaren          | Polypodium vulgare                      | inheems                                                                  |
| Gewone engelwortel       | Angelica sylvestris                     | inheems                                                                  |
| Gewone ereprijs          | Veronica chamaedrys                     | inheems                                                                  |
| Gewone esdoorn           | Acer pseudoplatanus                     | ingeburgerd sinds de late middeleeuwen                                   |
| Gewone hennepnetel       | Galeopsis tetrahit                      | inheems                                                                  |
| Gewone hoornbloem        | Cerastium fontanum ssp. vulgare         | inheems                                                                  |
| Gewone klit              | Arctium minus                           | inheems                                                                  |
| Gewone margriet          | Leucanthemum vulgare                    | inheems                                                                  |
| Gewone melkdistel        | Sonchus oleraceus                       | inheems                                                                  |
| Gewone ossentong         | Anchusa officinalis                     | inheems in Vlaanderen, onbestendig in Wallonië                           |
| Gewone raket             | Sisymbrium officinale                   | inheems                                                                  |
| Gewone rolklaver         | Lotus corniculatus                      | inheems                                                                  |
| Gewone salomonszegel     | Polygonatum multiflorum                 | inheems                                                                  |
| Gewone smeerwortel       | Symphytum officinale                    | inheems                                                                  |
| Gewone spurrie           | Spergula arvensis                       | inheems                                                                  |
| Gewone steenraket        | Erysimum cheiranthoides                 | inheems                                                                  |
| Gewone veldbies          | Luzula campestris                       | inheems                                                                  |
| Gewone vleugeltjesbloem  | Polygala vulgaris                       | inheems                                                                  |
| Gewone vlier             | Sambucus nigra                          | inheems                                                                  |
| Gewone vogelkers         | Prunus padus                            | inheems                                                                  |
| Gewone vogelmelk         | Ornithogalum umbellatum                 | inheems                                                                  |
| Gewone waterbies         | Eleocharis palustris                    | inheems                                                                  |
| Gewone waternavel        | Hydrocotyle vulgaris                    | inheems                                                                  |
| Gewone zandmuur          | Arenaria serpyllifolia                  | inheems                                                                  |
| Gewone zoutmelde         | Atriplex portulacoides                  | inheems in Vlaanderen, niet in Wallonië                                  |
| Gewoon barbarakruid      | Barbarea vulgaris                       | inheems                                                                  |
| Gewoon biggenkruid       | Hypochaeris radicata                    | inheems                                                                  |
| Gewoon kweldergras       | Puccinellia maritima                    | inheems in Vlaanderen, niet in Wallonië                                  |
| Gewoon langbaardgras     | Vulpia myuros                           | inheems                                                                  |
| Gewoon reukgras          | Anthoxanthum odoratum                   | inheems                                                                  |
| Gewoon sneeuwklokje      | Galanthus nivalis                       | ingeburgerd                                                              |
| Gewoon speenkruid        | Ficaria verna ssp. verna                | inheems                                                                  |
| Gewoon sterrenkroos      | Callitriche platycarpa                  | inheems                                                                  |
| Gewoon struisgras        | Agrostis capillaris                     | inheems                                                                  |
| Gewoon varkensgras       | Polygonum aviculare                     | inheems                                                                  |
| Gewoon vogelkopje        | Thymelaea passerina                     | niet in Vlaanderen, verdwenen uit Wallonië                               |
| Gifsla                   | Lactuca virosa                          | niet in Vlaanderen, inheems in Wallonië                                  |
| Gipskruid                | Gypsophila muralis                      | verdwenen uit Vlaanderen, inheems in Wallonië                            |
| Glad biggenkruid         | Hypochaeris glabra                      | inheems in Vlaanderen, verdwenen uit Wallonië                            |
| Glad parelzaad           | Lithospermum officinale                 | inheems                                                                  |
| Glad vingergras          | Digitaria ischaemum                     | inheems                                                                  |
| Glad walstro             | Galium mollugo                          | inheems                                                                  |
| Gladde ereprijs          | Veronica polita                         | inheems                                                                  |
| Gladde iep               | Ulmus minor                             | inheems                                                                  |
| Gladde witbol            | Holcus mollis                           | inheems                                                                  |
| Gladde zegge             | Carex laevigata                         | niet in Vlaanderen, inheems in Wallonië                                  |
| Glansbesnachtschade      | Solanum physalifolium                   | inheems                                                                  |
| Glanshaver               | Arrhenatherum elatius                   | inheems                                                                  |
| Glanzend kruiskruid      | Senecio squalidus                       | ingeburgerd                                                              |
| Glanzig fonteinkruid     | Potamogeton lucens                      | inheems                                                                  |
| Glanzige ooievaarsbek    | Geranium lucidum                        | niet in Vlaanderen, inheems in Wallonië                                  |
| Gouden ribzaad           | Chaerophyllum aureum                    | niet in Vlaanderen, inheems in Wallonië                                  |
| Goudgele honingklaver    | Melilotus altissimus                    | inheems                                                                  |
| Goudhaver                | Trisetum flavescens                     | inheems                                                                  |
| Goudknopje               | Cotula coronopifolia                    | adventief in Vlaanderen, niet in Wallonië                                |
| Goudzuring               | Rumex maritimus                         | inheems                                                                  |
| Grasklokje               | Campanula rotundifolia                  | inheems                                                                  |
| Graslathyrus             | Lathyrus nissolia                       | inheems                                                                  |
| Grasmuur                 | Stellaria graminea                      | inheems                                                                  |
| Grauwe abeel             | Populus ×canescens                      | inheems                                                                  |
| Grauwe bastaardbies      | Schoenoplectus ×carinatus               | inheems in Vlaanderen, niet in Wallonië                                  |
| Grauwe wilg              | Salix cinerea ssp. cinerea              | inheems                                                                  |
| Greppelrus               | Juncus bufonius                         | inheems                                                                  |
| Grijs havikskruid        | Hieracium praealtum                     | inheems                                                                  |
| Grijskruid               | Berteroa incana                         | ingeburgerd sinds de 18de eeuw                                           |
| Grijze mosterd           | Hirschfeldia incana                     | ingeburgerd in Vlaanderen, niet in Wallonië                              |
| Grindstijfgras           | Micropyrum tenellum                     | ingeburgerd                                                              |
| Groene bermzegge         | Carex divulsa                           | inheems                                                                  |
| Groene naaldaar          | Setaria viridis                         | inheems                                                                  |
| Groene nachtorchis       | Dactylorhiza viridis                    | inheems                                                                  |
| Groene wespenorchis      | Epipactis phyllanthes                   | ingeburgerd in Vlaanderen, niet in Wallonië                              |
| Groenknolorchis          | Liparis loeselii                        | inheems in Vlaanderen, waarschijnlijk verdwenen uit Wallonië             |
| Groensteel               | Asplenium viride                        | niet in Vlaanderen, inheems in Wallonië                                  |
| Grof hoornblad           | Ceratophyllum demersum                  | inheems                                                                  |
| Grondster                | Illecebrum verticillatum                | inheems                                                                  |
| Groot blaasjeskruid      | Utricularia vulgaris                    | inheems                                                                  |
| Groot bronkruid          | Montia fontana                          | inheems                                                                  |
| Groot glaskruid          | Parietaria officinalis                  | inheems                                                                  |
| Groot heksenkruid        | Circaea lutetiana                       | inheems                                                                  |
| Groot hoefblad           | Petasites hybridus                      | inheems                                                                  |
| Groot kaasjeskruid       | Malva sylvestris                        | inheems                                                                  |
| Groot knarkruid          | Polycnemum majus                        | niet in Vlaanderen, verdwenen uit Wallonië                               |
| Groot moerasscherm       | Apium nodiflorum                        | inheems                                                                  |
| Groot nimfkruid          | Najas marina                            | inheems                                                                  |
| Groot schapengras        | Festuca ovina ssp. cinerea              | verdwenen uit Vlaanderen, inheems in Wallonië                            |
| Groot spiegelklokje      | Legousia speculum-veneris               | inheems                                                                  |
| Groot springzaad         | Impatiens noli-tangere                  | inheems                                                                  |
| Groot streepzaad         | Crepis biennis                          | inheems                                                                  |
| Groot vingerhoedskruid   | Digitalis grandiflora                   | niet in Vlaanderen, inheems in Wallonië                                  |
| Groot warkruid           | Cuscuta europaea                        | inheems                                                                  |
| Grote bevernel           | Pimpinella major                        | inheems                                                                  |
| Grote bosaardbei         | Fragaria moschata                       | inheems                                                                  |
| Grote boterbloem         | Ranunculus lingua                       | inheems                                                                  |
| Grote brandnetel         | Urtica dioica                           | inheems                                                                  |
| Grote bremraap           | Orobanche rapum-genistae                | inheems                                                                  |
| Grote brunel             | Prunella grandiflora                    | niet in Vlaanderen, verdwenen in Wallonië                                |
| Grote centaurie          | Centaurea scabiosa                      | inheems                                                                  |
| Grote egelskop           | Sparganium erectum                      | inheems                                                                  |
| Grote engelwortel        | Angelica archangelica                   | inheems in Vlaanderen, ingeburgerd in Wallonië                           |
| Grote ereprijs           | Veronica persica                        | inheems                                                                  |
| Grote graslelie          | Anthericum liliago                      | niet in Vlaanderen, inheems in Wallonië                                  |
| Grote hardvrucht         | Bunias orientalis                       | inheems                                                                  |
| Grote kaardebol          | Dipsacus fullonum                       | inheems                                                                  |
| Grote kattenstaart       | Lythrum salicaria                       | inheems                                                                  |
| Grote keverorchis        | Neottia ovata                           | inheems                                                                  |
| Grote klaproos           | Papaver rhoeas                          | inheems                                                                  |
| Grote klit               | inheems                                 | inheems                                                                  |
| Grote kroosvaren         | Azolla filiculoides                     | inheems                                                                  |
| Grote leeuwenklauw       | Aphanes arvensis                        | inheems                                                                  |
| Grote lisdodde           | Typha latifolia                         | inheems                                                                  |
| Grote maagdenpalm        | Vinca major                             | ingeburgerd                                                              |
| Grote muggenorchis       | Gymnadenia conopsea                     | inheems                                                                  |
| Grote muur               | Stellaria holostea                      | inheems                                                                  |
| Grote pimpernel          | Sanguisorba officinalis                 | inheems                                                                  |
| Grote ratelaar           | Rhinanthus angustifolius                | inheems                                                                  |
| Grote teunisbloem        | Oenothera glazioviana                   | ingeburgerd                                                              |
| Grote tijm               | Thymus pulegioides                      | inheems                                                                  |
| Grote trosdravik         | Bromus racemosus ssp. commutatus        | inheems                                                                  |
| Grote veldbies           | Luzula sylvatica                        | inheems                                                                  |
| Grote vossenstaart       | Alopecurus pratensis                    | inheems                                                                  |
| Grote watereppe          | Sium latifolium                         | inheems                                                                  |
| Grote waternavel         | Hydrocotyle ranunculoides               | ingeburgerd                                                              |
| Grote waterranonkel      | Ranunculus peltatus                     | inheems                                                                  |
| Grote waterweegbree      | Alisma plantago-aquatica                | inheems                                                                  |
| Grote wederik            | Lysimachia vulgaris                     | inheems                                                                  |
| Grote weegbree           | Plantago major ssp. major               | inheems                                                                  |
| Grote windhalm           | Apera spica-venti                       | inheems                                                                  |
| Grote wolfsklauw         | Lycopodium clavatum                     | inheems                                                                  |
| Grote zandkool           | Diplotaxis tenuifolia                   | inheems                                                                  |
| Grove den                | Pinus sylvestris                        | inheems                                                                  |
| Grove varkenskers        | Coronopus squamatus                     | inheems                                                                  |
| Gulden boterbloem        | Ranunculus auricomus                    | inheems                                                                  |
| Gulden sleutelbloem      | Primula veris                           | inheems                                                                  |

## H
A B C D E F G H I J K L M N O P R S T U V W Z
| Nederlandse naam     | Wetenschappelijke naam    | Status                                                       |
| Haagbeuk             | Carpinus betulus          | inheems                                                      |
| Haagwinde            | Calystegia sepium         | inheems                                                      |
| Haaksterrenkroos     | Callitriche hamulata      | inheems                                                      |
| Haarfonteinkruid     | Potamogeton trichoides    | inheems                                                      |
| Handjesereprijs      | Veronica triphyllos       | inheems                                                      |
| Handjesgras          | Cynodon dactylon          | inheems in Vlaanderen, waarschijnlijk verdwenen uit Wallonië |
| Hangende zegge       | Carex pendula             | inheems                                                      |
| Hard zwenkgras       | Festuca brevipila         | inheems                                                      |
| Harige ratelaar      | Rhinanthus alectorolophus | inheems                                                      |
| Harig knopkruid      | Galinsoga quadriradiata   | ingeburgerd                                                  |
| Harig vingergras     | Digitaria sanguinalis     | inheems                                                      |
| Harig wilgenroosje   | Epilobium hirsutum        | inheems                                                      |
| Harig zenegroen      | Ajuga genevensis          | niet in Vlaanderen, inheems in Wallonië                      |
| Harlekijn            | Anacamptis morio          | inheems                                                      |
| Hartbladzonnebloem   | Doronicum pardalianches   | ingeburgerd                                                  |
| Hartgespan           | Leonurus cardiaca         | voor 1500 ingeburgerd                                        |
| Hauwklaver           | Tetragonolobus maritimus  | verdwenen                                                    |
| Hazelaar             | Corylus avellana          | inheems                                                      |
| Hazelaarbraam        | Rubus corylifolius        | verspreiding niet bekend                                     |
| Hazenpootje          | Trifolium arvense         | inheems                                                      |
| Hazenstaart          | Lagurus ovatus            | ingeburgerd in Vlaanderen, niet in Wallonië                  |
| Hazenzegge           | Carex ovalis              | inheems                                                      |
| Heelbeen             | Holosteum umbellatum      | inheems                                                      |
| Heelblaadjes         | Pulicaria dysenterica     | inheems                                                      |
| Heelkruid            | Sanicula europaea         | inheems                                                      |
| Heemst               | Althaea officinalis       | inheems                                                      |
| Heen                 | Bolboschoenus maritimus   | inheems                                                      |
| Heermoes             | Equisetum arvense         | inheems                                                      |
| Heggendoornzaad      | Torilis japonica          | inheems                                                      |
| Heggenduizendknoop   | Fallopia dumetorum        | inheems                                                      |
| Heggenrank           | Bryonia dioica            | inheems                                                      |
| Heggenroos           | Rosa corymbifera          | inheems                                                      |
| Heggenvogelmuur      | Stellaria neglecta        | inheems                                                      |
| Heggenwikke          | Vicia sepium              | inheems                                                      |
| Heidekartelblad      | Pedicularis sylvatica     | inheems                                                      |
| Heidespurrie         | Spergula morisonii        | inheems                                                      |
| Heidewikke           | Vicia orobus              | niet in Vlaanderen, inheems in Wallonië                      |
| Heidezegge           | Carex ericetorum          | niet in Vlaanderen, inheems in Wallonië                      |
| Heksenmelk           | Euphorbia esula           | inheems                                                      |
| Helm                 | Ammophila arenaria        | inheems in Vlaanderen, niet in Wallonië                      |
| Hemelboom            | Ailanthus altissima       | ingeburgerd                                                  |
| Hemelsleutel         | Sedum telephium           | inheems                                                      |
| Hengel               | Melampyrum pratense       | inheems                                                      |
| Hennegras            | Calamagrostis canescens   | inheems                                                      |
| Hennepvreter         | Orobanche ramosa          | verdwenen                                                    |
| Herderstasje         | Capsella bursa-pastoris   | inheems                                                      |
| Herfstadonis         | Adonis annua              | verdwenen                                                    |
| Herfstschroeforchis  | Spiranthes spiralis       | verdwenen uit Vlaanderen, inheems in Wallonië                |
| Herfsttijloos        | Colchicum autumnale       | inheems                                                      |
| Herik                | Sinapis arvensis          | inheems                                                      |
| Hertshoornweegbree   | Plantago coronopus        | inheems                                                      |
| Hertsmunt            | Mentha longifolia         | niet in Vlaanderen, inheems in Wallonië                      |
| Hertswortel          | Seseli libanotis          | niet in Vlaanderen, inheems in Wallonië                      |
| Heuvelaardbei        | Fragaria viridis          | niet in Vlaanderen, inheems in Wallonië                      |
| Heuvelbasterdwederik | Epilobium collinum        | niet in Vlaanderen, inheems in Wallonië                      |
| Hoenderbeet          | Lamium amplexicaule       | inheems                                                      |
| Hoge cyperzegge      | Carex pseudocyperus       | inheems                                                      |
| Hoge dravik          | Anisantha diandra         | inheems in Vlaanderen, niet in Wallonië                      |
| Hoge fijnstraal      | Conyza sumatrensis        | ingeburgerd                                                  |
| Hokjespeul           | Astragalus glycyphyllos   | inheems                                                      |
| Hollandse iep        | Ulmus ×hollandica         | inheems                                                      |
| Holpijp              | Equisetum fluviatile      | inheems                                                      |
| Holwortel            | Corydalis cava            | niet in Vlaanderen, ingeburgerd in Wallonië                  |
| Hommelorchis         | Ophrys fuciflora          | niet in Vlaanderen, inheems in Wallonië                      |
| Hondsdraf            | Glechoma hederacea        | inheems                                                      |
| Hondskruid           | Anacamptis pyramidalis    | inheems                                                      |
| Hondspeterselie      | Aethusa cynapium          | inheems                                                      |
| Hondsroos            | Rosa canina               | inheems                                                      |
| Hondstarwegras       | Elymus caninus            | inheems                                                      |
| Hondsviooltje        | Viola canina              | inheems                                                      |
| Hongaarse raket      | Sisymbrium altissimum     | ingeburgerd                                                  |
| Honingorchis         | Herminium monorchis       | inheems in Vlaanderen, niet in Wallonië                      |
| Hoog struisgras      | Agrostis gigantea         | inheems                                                      |
| Hop                  | Humulus lupulus           | inheems                                                      |
| Hopklaver            | Medicago lupulina         | inheems                                                      |
| Hulst                | Ilex aquifolium           | inheems                                                      |
| Hyssop               | Hyssopus officinalis      | ingeburgerd                                                  |

## I
A B C D E F G H I J K L M N O P R S T U V W Z
| Nederlandse naam     | Wetenschappelijke naam | Status                                                           |
| IJle dravik          | Anisantha sterilis     | inheems                                                          |
| IJle hazenzegge      | Carex crawfordii       | niet in Vlaanderen, ingeburgerd in Wallonië                      |
| IJle kropaar         | Dactylis polygama      | inheems                                                          |
| IJle moerasorchis    | Anacamptis laxiflora   | verdwenen uit Vlaanderen, niet in Wallonië                       |
| IJle zegge           | Carex remota           | inheems                                                          |
| IJzerhard            | Verbena officinalis    | inheems                                                          |
| Ingesneden dovenetel | Lamium hybridum        | inheems                                                          |
| Italiaans raaigras   | Lolium multiflorum     | inheems                                                          |
| Italiaanse aronskelk | Arum italicum          | ingeburgerd of misschien wild in Vlaanderen, inheems in Wallonië |
| Italiaanse clematis  | Clematis viticella     | niet in Vlaanderen, ingeburgerd in Wallonië                      |

## J
A B C D E F G H I J K L M N O P R S T U V W Z
| Nederlandse naam     | Wetenschappelijke naam | Status                                      |
| Jakobskruiskruid     | Jacobaea vulgaris      | inheems                                     |
| Jakobsladder         | Polemonium caeruleum   | niet in Vlaanderen, ingeburgerd in Wallonië |
| Japanse duizendknoop | Fallopia japonica      | ingeburgerd                                 |
| Jeneverbes           | Juniperus communis     | inheems                                     |
| Judaspenning         | Lunaria annua          | verwilderend                                |

## K
A B C D E F G H I J K L M N O P R S T U V W Z
| Nederlandse naam          | Wetenschappelijke naam                       | Status                                                       |
| Kaal breukkruid           | Herniaria glabra                             | inheems                                                      |
| Kaal knopkruid            | Galinsoga parviflora                         | ingeburgerd                                                  |
| Kale gierst               | Panicum dichotomiflorum                      | ingeburgerd                                                  |
| Kale jonker               | Cirsium palustre                             | inheems                                                      |
| Kale struweelroos         | Rosa dumalis                                 | inheems in Vlaanderen, waarschijnlijk niet in Wallonië       |
| Kale vrouwenmantel        | Alchemilla glabra                            | inheems                                                      |
| Kalkaster                 | Aster linosyris                              | niet in Vlaanderen, inheems in Wallonië                      |
| Kalkbedstro               | Asperula cynanchica                          | inheems                                                      |
| Kalkboterbloem            | Ranunculus polyanthemos ssp. polyanthemoides | inheems                                                      |
| Kalkdoddegras             | Phleum phleoides                             | niet in Vlaanderen, inheems in Wallonië                      |
| Kalketrip                 | Centaurea calcitrapa                         | verdwenen uit Vlaanderen, inheems in Wallonië                |
| Kalkhoornbloem            | Cerastium brachypetalum                      | niet in Vlaanderen, inheems in Wallonië                      |
| Kalkraket                 | Calepina irregularis                         | niet in Vlaanderen, verdwenen uit Wallonië                   |
| Kalkvaleriaan             | Valeriana wallrothii                         | niet in Vlaanderen, inheems in Wallonië                      |
| Kalkvleugeltjesbloem      | Polygala calcarea                            | niet in Vlaanderen, verdwenen uit Wallonië                   |
| Kalkwalstro               | Galium pumilum                               | inheems                                                      |
| Kalkzwenkgras             | Festuca pallens                              | niet in Vlaanderen, verdwenen uit Wallonië                   |
| Kalmoes                   | Acorus calamus                               | ingeburgerd na 1557                                          |
| Kamferalant               | Dittrichia graveolens                        | ingeburgerd                                                  |
| Kamferalsem               | Artemisia alba                               | niet in Vlaanderen, inheems in Wallonië                      |
| Kamgras                   | Cynosurus cristatus                          | inheems                                                      |
| Kamvaren                  | Dryopteris cristata                          | inheems                                                      |
| Kandelaartje              | Saxifraga tridactylites                      | inheems                                                      |
| Kaneelroos                | Rosa majalis                                 | ingeburgerd                                                  |
| Kantig hertshooi          | Hypericum maculatum ssp. obtusiusculum       | inheems                                                      |
| Kantige basterdwederik    | Epilobium tetragonum                         | inheems                                                      |
| Karthuizer anjer          | Dianthus carthusianorum                      | niet in Vlaanderen, inheems in Wallonië                      |
| Karwij                    | Carum carvi                                  | niet in Vlaanderen, inheems in Wallonië                      |
| Karwijselie               | Selinum carvifolia                           | inheems                                                      |
| Karwijvarkenskervel       | Peucedanum carvifolia                        | inheems                                                      |
| Kattendoorn               | Ononis repens ssp. spinosa                   | inheems                                                      |
| Katwilg                   | Salix viminalis                              | inheems                                                      |
| Kegelsilene               | Silene conica                                | inheems in Vlaanderen, verdwenen uit Wallonië                |
| Keizerskaars              | Verbascum phlomoides                         | inheems                                                      |
| Kerspruim                 | Prunus cerasifera                            | ingeburgerd                                                  |
| Kikkerbeet                | Hydrocharis morsus-ranae                     | inheems                                                      |
| Klavervreter              | Orobanche minor                              | inheems                                                      |
| Kleefkruid                | Galium aparine                               | inheems                                                      |
| Klein blaasjeskruid       | Utricularia minor                            | inheems                                                      |
| Klein bronkruid           | Montia minor                                 | inheems                                                      |
| Klein fonteinkruid        | Potamogeton berchtoldii                      | inheems                                                      |
| Klein glaskroos           | Elatine hydropiper                           | inheems in Vlaanderen, waarschijnlijk verdwenen uit Wallonië |
| Klein glaskruid           | Parietaria judaica                           | inheems                                                      |
| Klein glidkruid           | Scutellaria minor                            | inheems                                                      |
| Klein heksenkruid         | Circaea ×intermedia                          | niet in Vlaanderen, inheems in Wallonië                      |
| Klein hoefblad            | Tussilago farfara                            | inheems                                                      |
| Klein kaasjeskruid        | Malva neglecta                               | inheems                                                      |
| Klein kroos               | Lemna minor                                  | inheems                                                      |
| Klein kruiskruid          | Senecio vulgaris                             | inheems                                                      |
| Klein liefdegras          | Eragrostis minor                             | inheems                                                      |
| Klein nimfkruid           | Najas minor                                  | inheems in Vlaanderen, verdwenen uit Wallonië                |
| Klein robertskruid        | Geranium purpureum                           | inheems                                                      |
| Klein schorrenkruid       | Suaeda maritima                              | inheems in Vlaanderen, niet in Wallonië                      |
| Klein slijkgras           | Spartina maritima                            | verdwenen uit Vlaanderen, niet in Wallonië                   |
| Klein spiegelklokje       | Legousia hybrida                             | inheems                                                      |
| Klein springzaad          | Impatiens parviflora                         | ingeburgerd                                                  |
| Klein sterrenkroos        | Callitriche palustris                        | inheems                                                      |
| Klein streepzaad          | Crepis capillaris                            | inheems                                                      |
| Klein tasjeskruid         | Teesdalia nudicaulis                         | inheems                                                      |
| Klein timoteegras         | Phleum pratense ssp. serotinum               | inheems                                                      |
| Klein vlooienkruid        | Pulicaria vulgaris                           | inheems in Vlaanderen, verdwenen uit Wallonië                |
| Klein vogelpootje         | Ornithopus perpusillus                       | inheems                                                      |
| Klein warkruid            | Cuscuta epithymum                            | inheems                                                      |
| Klein wintergroen         | Pyrola minor                                 | inheems                                                      |
| Klein zeegras             | Zostera noltei                               | verdwenen uit Vlaanderen, niet in Wallonië                   |
| Kleinbloemig kaasjeskruid | Malva parviflora                             | niet in Vlaanderen, mogelijk ingeburgerd in Wallonië         |
| Kleinbloemige amsinckia   | Amsinckia micrantha                          | ingeburgerd in Vlaanderen, niet in Wallonië                  |
| Kleinbloemige roos        | Rosa micrantha                               | inheems                                                      |
| Kleinbloemige salie       | Salvia verbenaca                             | niet in Vlaanderen, mogelijk ingeburgerd in Wallonië         |
| Kleine bergsteentijm      | Clinopodium calamintha                       | ingeburgerd in Vlaanderen, mogelijk ingeburgerd in Wallonië  |
| Kleine bevernel           | Pimpinella saxifraga                         | inheems                                                      |
| Kleine biesvaren          | Isoetes echinospora                          | mogelijk nog inheems in Vlaanderen, niet in Wallonië         |
| Kleine brandnetel         | Urtica urens                                 | ingeburgerd of inheems                                       |
| Kleine duivenkervel       | Fumaria parviflora                           | verdwenen                                                    |
| Kleine duizendknoop       | Persicaria minor                             | inheems                                                      |
| Kleine egelskop           | Sparganium emersum                           | inheems                                                      |
| Kleine ereprijs           | Veronica verna                               | niet in Vlaanderen, mogelijk inheems in Wallonië             |
| Kleine hardbloem          | Scleranthus annuus subsp. polycarpos         | inheems                                                      |
| Kleine honingklaver       | Melilotus indicus                            | ingeburgerd                                                  |
| Kleine kaardebol          | Dipsacus pilosus                             | inheems                                                      |
| Kleine kattenstaart       | Lythrum hyssopifolia                         | niet in Vlaanderen, ingeburgerd in Wallonië                  |
| Kleine klaver             | Trifolium dubium                             | inheems                                                      |
| Kleine leeuwenbek         | Chaenorhinum minus                           | inheems                                                      |
| Kleine leeuwenklauw       | Aphanes australis                            | inheems                                                      |
| Kleine leeuwentand        | Leontodon saxatilis                          | inheems                                                      |
| Kleine lisdodde           | Typha angustifolia                           | inheems                                                      |
| Kleine maagdenpalm        | Vinca minor                                  | inheems                                                      |
| Kleine maanvaren          | Botrychium simplex                           | verdwenen uit Vlaanderen, niet in Wallonië                   |
| Kleine majer              | Amaranthus blitum                            | vóór 1500 ingeburgerd                                        |
| Kleine ooievaarsbek       | Geranium pusillum                            | inheems                                                      |
| Kleine pimpernel          | Sanguisorba minor                            | inheems                                                      |
| Kleine plomp              | Nuphar pumila                                | niet in Vlaanderen, verdwenen uit Wallonië                   |
| Kleine ratelaar           | Rhinanthus minor                             | inheems                                                      |
| Kleine ruit               | Thalictrum minus                             | inheems in Vlaanderen, verdwenen uit Wallonië                |
| Kleine rupsklaver         | Medicago minima                              | inheems                                                      |
| Kleine schorseneer        | Scorzonera humilis                           | inheems                                                      |
| Kleine steentijm          | Clinopodium acinos                           | inheems                                                      |
| Kleine teunisbloem        | Oenothera deflexa                            | inheems                                                      |
| Kleine tijm               | Thymus serpyllum                             | inheems                                                      |
| Kleine valeriaan          | Valeriana dioica                             | inheems                                                      |
| Kleine varkenskers        | Coronopus didymus                            | inheems                                                      |
| Kleine veenbes            | Vaccinium oxycoccus                          | inheems                                                      |
| Kleine veldkers           | Cardamine hirsuta                            | inheems                                                      |
| Kleine vlotvaren          | Salvinia natans                              | verdwenen uit Vlaanderen, niet in Wallonië                   |
| Kleine watereppe          | Berula erecta                                | inheems                                                      |
| Kleine waterranonkel      | Ranunculus trichophyllus                     | inheems                                                      |
| Kleine wespenorchis       | Epipactis microphylla                        | niet in Vlaanderen, inheems in Wallonië                      |
| Kleine wolfsklauw         | Lycopodium tristachyum                       | inheems                                                      |
| Kleine wolfsmelk          | Euphorbia exigua                             | inheems                                                      |
| Kleine zandkool           | Diplotaxis muralis                           | inheems                                                      |
| Kleine zonnedauw          | Drosera intermedia                           | inheems                                                      |
| Kleinste egelskop         | Sparganium natans                            | inheems                                                      |
| Kleinzadige huttentut     | Camelina sativa ssp. alyssum                 | niet in Vlaanderen, verdwenen uit Wallonië                   |
| Kleverig kruiskruid       | Senecio viscosus                             | inheems                                                      |
| Kleverige ogentroost      | Parentucellia viscosa                        | inheems in Vlaanderen, niet in Wallonië                      |
| Kleverige reigersbek      | Erodium lebelii                              | inheems in Vlaanderen, niet in Wallonië                      |
| Klimop                    | Hedera helix                                 | inheems                                                      |
| Klimopbremraap            | Orobanche hederae                            | inheems                                                      |
| Klimopereprijs            | Veronica hederifolia                         | inheems                                                      |
| Klimopklokje              | Wahlenbergia hederacea                       | inheems                                                      |
| Klimopwaterranonkel       | Ranunculus hederaceus                        | inheems                                                      |
| Klokjesgentiaan           | Gentiana pneumonanthe                        | inheems                                                      |
| Kluwenhoornbloem          | Cerastium glomeratum                         | inheems                                                      |
| Kluwenklokje              | Campanula glomerata                          | niet in Vlaanderen, inheems in Wallonië                      |
| Kluwenzuring              | Rumex conglomeratus                          | inheems                                                      |
| Knikkend nagelkruid       | Geum rivale                                  | verdwenen uit Vlaanderen, inheems in Wallonië                |
| Knikkend parelgras        | Melica nutans                                | niet in Vlaanderen, inheems in Wallonië                      |
| Knikkend tandzaad         | Bidens cernua                                | inheems                                                      |
| Knikkende distel          | Carduus nutans                               | inheems                                                      |
| Knolbeemdgras             | Poa bulbosa                                  | inheems                                                      |
| Knolboterbloem            | Ranunculus bulbosus                          | inheems                                                      |
| Knolcyperus               | Cyperus esculentus                           | inheems in Vlaanderen, niet in Wallonië                      |
| Knoldistel                | Cirsium tuberosum                            | niet in Vlaanderen, verdwenen uit Wallonië                   |
| Knollathyrus              | Lathyrus linifolius                          | inheems                                                      |
| Knolrus                   | Juncus bulbosus                              | inheems                                                      |
| Knolspirea                | Filipendula vulgaris                         | niet in Vlaanderen, verdwenen uit Wallonië                   |
| Knolsteenbreek            | Saxifraga granulata                          | inheems                                                      |
| Knolvossenstaart          | Alopecurus bulbosus                          | verdwenen uit Vlaanderen, niet in Wallonië                   |
| Knoopkruid                | Centaurea jacea                              | inheems                                                      |
| Knopbies                  | Schoenus nigricans                           | inheems in Vlaanderen, verdwenen uit Wallonië                |
| Knopherik                 | Raphanus raphanistrum                        | inheems                                                      |
| Knopig doornzaad          | Torilis nodosa                               | inheems in Vlaanderen, verdwenen uit Wallonië                |
| Knopig helmkruid          | Scrophularia nodosa                          | inheems                                                      |
| Knopige ooievaarsbek      | Geranium nodosum                             | niet in Vlaanderen, ingeburgerd in Wallonië                  |
| Koeienoog                 | Buphthalmum salicifolium                     | ingeburgerd                                                  |
| Koekruid                  | Vaccaria hispania                            | ingeburgerd in Vlaanderen, verdwenen uit Wallonië            |
| Kogelbies                 | Scirpoides holoschoenus                      | inheems                                                      |
| Kogelbloem                | Globularia punctata                          | niet in Vlaanderen, inheems in Wallonië                      |
| Kogellook                 | Allium sphaerocephalum                       | niet in Vlaanderen, inheems in Wallonië                      |
| Kompassla                 | Lactuca serriola                             | ingeburgerd                                                  |
| Koninginnenkruid          | Eupatorium cannabinum                        | inheems                                                      |
| Koningskaars              | Verbascum thapsus                            | inheems                                                      |
| Koningsvaren              | Osmunda regalis                              | inheems                                                      |
| Kooltje-vuur              | Adonis flammea                               | niet in Vlaanderen, aangevoerd maar verdwenen uit Wallonië   |
| Koolzaad                  | Brassica napus                               | verwilderend in Vlaanderen, ingeburgerd in Wallonië          |
| Koprus                    | Juncus capitatus                             | inheems in Vlaanderen, verdwenen uit Wallonië                |
| Koraalmeidoorn            | Crataegus rosiformis                         | verdwenen uit Vlaanderen, inheems in Wallonië                |
| Koraalwortel              | Corallorrhiza trifida                        | niet in Vlaanderen, inheems in Wallonië                      |
| Korenbloem                | Centaurea cyanus                             | inheems                                                      |
| Korenschijnspurrie        | Spergularia segetalis                        | verdwenen                                                    |
| Korensla                  | Arnoseris minima                             | inheems in Vlaanderen, verdwenen uit Wallonië                |
| Korrelganzenvoet          | Chenopodium polyspermum                      | inheems                                                      |
| Kortarige zeekraal        | Salicornia europaea                          | inheems in Vlaanderen, niet in Wallonië                      |
| Kraagroos                 | Rosa agrestis                                | inheems                                                      |
| Kraaihei                  | Empetrum nigrum                              | niet in Vlaanderen, inheems in Wallonië                      |
| Kraailook                 | Allium vineale                               | inheems                                                      |
| Kraakwilg                 | Salix fragilis                               | inheems                                                      |
| Krabbenscheer             | Stratiotes aloides                           | inheems in Vlaanderen, niet in Wallonië                      |
| Kranskarwij               | Carum verticillatum                          | inheems                                                      |
| Kransmunt                 | Mentha ×verticillata                         | inheems                                                      |
| Kransmuur                 | Polycarpon tetraphyllum                      | inheems                                                      |
| Kransnaaldaar             | Setaria verticillata                         | inheems                                                      |
| Kranssalie                | Salvia verticillata                          | inheems                                                      |
| Kranssalomonszegel        | Polygonatum verticillatum                    | niet in Vlaanderen, inheems in Wallonië                      |
| Kransvederkruid           | Myriophyllum verticillatum                   | inheems                                                      |
| Kromhals                  | Anchusa arvensis                             | inheems                                                      |
| Kroontjeskruid            | Euphorbia helioscopia                        | inheems                                                      |
| Kropaar                   | Dactylis glomerata                           | inheems                                                      |
| Kruidvlier                | Sambucus ebulus                              | inheems                                                      |
| Kruipbrem                 | Genista pilosa                               | inheems                                                      |
| Kruipend moerasscherm     | Apium repens                                 | inheems in Vlaanderen, verdwenen uit Wallonië                |
| Kruipend stalkruid        | Ononis repens ssp. repens                    | inheems                                                      |
| Kruipend zenegroen        | Ajuga reptans                                | inheems                                                      |
| Kruipende boterbloem      | Ranunculus repens                            | inheems                                                      |
| Kruipende moerasweegbree  | Echinodorus repens                           | inheems                                                      |
| Kruipende steenkers       | Arabidopsis halleri                          | niet in Vlaanderen, ingeburgerd in Wallonië                  |
| Kruipertje                | Hordeum murinum                              | inheems                                                      |
| Kruipganzerik             | Potentilla anglica                           | inheems                                                      |
| Kruiptijm                 | Thymus praecox                               | niet in Vlaanderen, inheems in Wallonië                      |
| Kruipwilg                 | Salix repens                                 | inheems                                                      |
| Kruisbes                  | Ribes uva-crispa                             | inheems                                                      |
| Kruisbladgentiaan         | Gentiana cruciata                            | niet in Vlaanderen, inheems in Wallonië                      |
| Kruisbladige wolfsmelk    | Euphorbia lathyrus                           | ingeburgerd                                                  |
| Kruisbladwalstro          | Cruciata laevipes                            | inheems                                                      |
| Kruisdistel               | Eryngium campestre                           | inheems                                                      |
| Kruismuur                 | Moenchia erecta                              | waarschijnlijk verdwenen uit Vlaanderen, inheems in Wallonië |
| Kruldistel                | Carduus crispus                              | inheems                                                      |
| Krulzuring                | Rumex crispus                                | inheems                                                      |
| Kuifhyacint               | Muscari comosum                              | inheems                                                      |
| Kuifvleugeltjesbloem      | Polygala comosa                              | waarschijnlijk verdwenen uit Vlaanderen, inheems in Wallonië |
| Kustmelde                 | Atriplex glabriuscula                        | inheems in Vlaanderen, niet in Wallonië                      |
| Kustzegge                 | Carex divisa                                 | inheems in Vlaanderen, niet in Wallonië                      |
| Kweek                     | Elytrigia repens                             | inheems                                                      |
| Kweekdravik               | Bromopsis inermis                            | inheems                                                      |
| Kwelderzegge              | Carex extensa                                | inheems in Vlaanderen, niet in Wallonië                      |
| Kwispelgerst              | Hordeum jubatum                              | ingeburgerd                                                  |

## L
A B C D E F G H I J K L M N O P R S T U V W Z
| Nederlandse naam             | Wetenschappelijke naam                | Status                                                                           |
| Lage cyperzegge              | Carex bohemica                        | verdwenen uit Vlaanderen, niet in Wallonië                                       |
| Laksteeltje                  | Catapodium marinum                    | inheems in Vlaanderen, niet in Wallonië                                          |
| Lamsoor                      | Limonium vulgare                      | inheems in Vlaanderen, niet in Wallonië                                          |
| Lancetbladige basterdwederik | Epilobium lanceolatum                 | inheems                                                                          |
| Langarige zeekraal           | Salicornia procumbens                 | inheems in Vlaanderen, niet in Wallonië                                          |
| Lange ereprijs               | Veronica longifolia                   | inheems in Vlaanderen, niet in Wallonië                                          |
| Lange zonnedauw              | Drosera anglica                       | verdwenen                                                                        |
| Langstekelige distel         | Carduus acanthoides                   | niet in Vlaanderen, inheems in Wallonië                                          |
| Langstengelig fonteinkruid   | Potamogeton praelongus                | verdwenen uit Vlaanderen, niet in Wallonië                                       |
| Lansvaren                    | Polystichum lonchitis                 | niet in Vlaanderen, inheems in Wallonië                                          |
| Late guldenroede             | Solidago gigantea                     | ingeburgerd                                                                      |
| Late stekelnoot              | Xanthium strumarium                   | ingeburgerd                                                                      |
| Lathyruswikke                | Vicia lathyroides                     | inheems                                                                          |
| Laurierwilg                  | Salix pentandra                       | twijfelachtig inheems                                                            |
| Lavendelhei                  | Andromeda polifolia                   | inheems                                                                          |
| Lelietje-van-dalen           | Convallaria majalis                   | inheems                                                                          |
| Lenteklokje                  | Leucojum vernum                       | inheems                                                                          |
| Leverbloempje                | Hepatica nobilis                      | niet in Vlaanderen, inheems in Wallonië                                          |
| Lidrus                       | Equisetum palustre                    | inheems                                                                          |
| Lidsteng                     | Hippuris vulgaris                     | inheems                                                                          |
| Liesgras                     | Glyceria maxima                       | inheems                                                                          |
| Lievevrouwebedstro           | Galium odoratum                       | inheems                                                                          |
| Liggend bergvlas             | Thesium humifusum                     | inheems in Vlaanderen, inheems in Wallonië of verdwenen                          |
| Liggend hertshooi            | Hypericum humifusum                   | inheems                                                                          |
| Liggend walstro              | Galium saxatile                       | inheems                                                                          |
| Liggende asperge             | Asparagus officinalis ssp. prostratus | inheems in Vlaanderen, niet in Wallonië                                          |
| Liggende ereprijs            | Veronica prostrata                    | niet in Vlaanderen, inheems in Wallonië                                          |
| Liggende ganzenvoet          | Chenopodium pumilio                   | ingeburgerd in Vlaanderen, ingeburgerd in Wallonië maar misschien weer verdwenen |
| Liggende ganzerik            | Potentilla supina                     | inheems in Vlaanderen, inheems in Wallonië maar waarschijnlijk verdwenen         |
| Liggende klaver              | Trifolium campestre                   | inheems                                                                          |
| Liggende leeuwenbek          | Linaria supina                        | inheems                                                                          |
| Liggende majer               | Amaranthus deflexus                   | ingeburgerd                                                                      |
| Liggende raket               | Sisymbrium supinum                    | niet in Vlaanderen, verdwenen uit Wallonië                                       |
| Liggende vetmuur             | Sagina procumbens                     | inheems                                                                          |
| Liggende vleugeltjesbloem    | Polygala serpyllifolia                | inheems                                                                          |
| Lijnbladig hertshooi         | Hypericum linariifolium               | niet in Vlaanderen, inheems in Wallonië                                          |
| Look-zonder-look             | Alliaria petiolata                    | inheems                                                                          |
| Loos blaasjeskruid           | Utricularia australis                 | inheems                                                                          |
| Luzerne                      | Medicago sativa                       | ingeburgerd                                                                      |

## M
A B C D E F G H I J K L M N O P R S T U V W Z
| Nederlandse naam         | Wetenschappelijke naam                 | Status                                                       |
| Maarts viooltje          | Viola odorata                          | inheems                                                      |
| Maasraket                | Sisymbrium austriacum ssp. chrysanthum | ingeburgerd                                                  |
| Madeliefje               | Bellis perennis                        | inheems                                                      |
| Mahonie                  | Berberis aquifolium                    | ingeburgerd                                                  |
| Malrove                  | Marrubium vulgare                      | inheems                                                      |
| Mannagras                | Glyceria fluitans                      | inheems                                                      |
| Mannetjesereprijs        | Veronica officinalis                   | inheems                                                      |
| Mannetjesorchis          | Orchis mascula                         | inheems                                                      |
| Mannetjesvaren           | Dryopteris filix-mas                   | inheems                                                      |
| Mansbloed                | Hypericum androsaemum                  | niet in Vlaanderen, inheems in Wallonië                      |
| Mansoor                  | Asarum europaeum                       | niet in Vlaanderen, inheems in Wallonië                      |
| Maretak                  | Viscum album                           | inheems                                                      |
| Mattenbies               | Schoenoplectus lacustris               | inheems                                                      |
| Meelbes                  | Sorbus aria                            | niet in Vlaanderen, inheems in Wallonië                      |
| Meesterwortel            | Peucedanum ostruthium                  | niet in Vlaanderen, ingeburgerd in Wallonië                  |
| Melganzenvoet            | Chenopodium album                      | inheems                                                      |
| Melige toorts            | Verbascum lychnitis                    | inheems                                                      |
| Melkeppe                 | Peucedanum palustre                    | inheems in Vlaanderen, verdwenen uit Wallonië                |
| Melkkruid                | Glaux maritima                         | inheems in Vlaanderen, niet in Wallonië                      |
| Melkviooltje             | Viola persicifolia                     | verdwenen uit Vlaanderen, niet in Wallonië                   |
| Middelste duivenkervel   | Fumaria muralis ssp. boroei            | verdwenen uit Vlaanderen, niet in Wallonië                   |
| Middelste ganzerik       | Potentilla intermedia                  | inheems                                                      |
| Middelste teunisbloem    | Oenothera biennis                      | inheems                                                      |
| Mierik                   | Armoracia rusticana                    | ingeburgerd                                                  |
| Mispel                   | Mespilus germanica                     | ingeburgerd voor 1500                                        |
| Moederkruid              | Tanacetum parthenium                   | ingeburgerd                                                  |
| Moerasandijvie           | Tephroseris palustris                  | inheems                                                      |
| Moerasandoorn            | Stachys palustris                      | inheems                                                      |
| Moerasbasterdwederik     | Epilobium palustre                     | inheems                                                      |
| Moerasbeemdgras          | Poa palustris                          | inheems                                                      |
| Moerasdroogbloem         | Gnaphalium uliginosum                  | inheems                                                      |
| Moerasgamander           | Teucrium scordium                      | verdwenen                                                    |
| Moerashertshooi          | Hypericum elodes                       | inheems                                                      |
| Moeraskartelblad         | Pedicularis palustris                  | inheems                                                      |
| Moeraskers               | Rorippa palustris                      | inheems                                                      |
| Moeraskruiskruid         | Jacobaea paludosa                      | inheems                                                      |
| Moeraslathyrus           | Lathyrus palustris                     | inheems in Vlaanderen, niet in Wallonië                      |
| Moerasmelkdistel         | Sonchus palustris                      | inheems in Vlaanderen, waarschijnlijk verdwenen uit Wallonië |
| Moerasmuur               | Stellaria uliginosa                    | inheems                                                      |
| Moerasooievaarsbek       | Geranium palustre                      | inheems                                                      |
| Moerasrolklaver          | Lotus pedunculatus                     | inheems                                                      |
| Moerassmele              | Deschampsia setacea                    | inheems in Vlaanderen, niet in Wallonië                      |
| Moerasspirea             | Filipendula ulmaria                    | inheems                                                      |
| Moerasstreepzaad         | Crepis paludosa                        | inheems                                                      |
| Moerasstruisgras         | Agrostis canina                        | inheems                                                      |
| Moerasvaren              | Thelypteris palustris                  | inheems                                                      |
| Moerasvergeet-mij-nietje | Myosotis scorpioides                   | inheems                                                      |
| Moerasviooltje           | Viola palustris                        | inheems                                                      |
| Moeraswalstro            | Galium palustre                        | inheems                                                      |
| Moeraswederik            | Lysimachia thyrsiflora                 | inheems in Vlaanderen, niet in Wallonië                      |
| Moeraswespenorchis       | Epipactis palustris                    | inheems                                                      |
| Moeraswolfsklauw         | Lycopodiella inundata                  | inheems                                                      |
| Moeraszegge              | Carex acutiformis                      | inheems                                                      |
| Moeraszoutgras           | Triglochin palustris                   | inheems                                                      |
| Moeraszuring             | Rumex palustris                        | inheems                                                      |
| Moesdistel               | Cirsium oleraceum                      | inheems                                                      |
| Moeslook                 | Allium oleraceum                       | inheems                                                      |
| Mosbloempje              | Crassula tillaea                       | verdwenen uit Vlaanderen, inheems in Wallonië                |
| Mossteenbreek            | Saxifraga hypnoides                    | niet in Vlaanderen, inheems in Wallonië                      |
| Mottenkruid              | Verbascum blattaria                    | inheems                                                      |
| Muizenoor                | Hieracium pilosella                    | inheems                                                      |
| Muizenstaart             | Myosurus minimus                       | inheems                                                      |
| Muskuskaasjeskruid       | Malva moschata                         | ingeburgerd                                                  |
| Muskuskruid              | Adoxa moschatellina                    | inheems                                                      |
| Muurbloem                | Erysimum cheiri                        | ingeburgerd voor 1500                                        |
| Muurbloemmosterd         | Coincya monensis ssp. recurvata        | inheems of ingeburgerd                                       |
| Muurfijnstraal           | Erigeron karvinskianus                 | ingeburgerd in Vlaanderen, niet in Wallonië                  |
| Muurganzenvoet           | Chenopodium murale                     | inheems                                                      |
| Muurhavikskruid          | Hieracium murorum                      | inheems                                                      |
| Muurleeuwenbek           | Cymbalaria muralis                     | inheems                                                      |
| Muurpeper                | Sedum acre                             | inheems                                                      |
| Muursla                  | Mycelis muralis                        | inheems                                                      |
| Muurvaren                | Asplenium ruta-muraria                 | inheems                                                      |

## N
A B C D E F G H I J K L M N O P R S T U V W Z
| Nederlandse naam    | Wetenschappelijke naam   | Status                                                                          |
| Naakte lathyrus     | Lathyrus aphaca          | inheems                                                                         |
| Naaldenkervel       | Scandix pecten-veneris   | inheems in Vlaanderen of alleen nog adventief, inheems in Wallonië of verdwenen |
| Naaldwaterbies      | Eleocharis acicularis    | inheems                                                                         |
| Nachtkoekoeksbloem  | Silene noctiflora        | inheems                                                                         |
| Nachtsilene         | Silene nutans            | inheems                                                                         |
| Nerfamarant         | Amaranthus blitoides     | ingeburgerd in Vlaanderen                                                       |
| Noords walstro      | Galium boreale           | niet in Vlaanderen, inheems in Wallonië                                         |
| Noordse helm        | Calammophila ×baltica    | inheems in Vlaanderen, niet in Wallonië                                         |
| Noordse rus         | Juncus balticus          | inheems in Vlaanderen, niet in Wallonië                                         |
| Noordse streepvaren | Asplenium septentrionale | inheems                                                                         |
| Noorse esdoorn      | Acer platanoides         | ingeburgerd, misschien inheems in de Ardennen                                   |
| Noorse ganzerik     | Potentilla norvegica     | inheems                                                                         |

## O
A B C D E F G H I J K L M N O P R S T U V W Z
| Nederlandse naam            | Wetenschappelijke naam               | Status                                                    |
| Oeverkruid                  | Littorella uniflora                  | inheems                                                   |
| Oeverzegge                  | Carex riparia                        | inheems                                                   |
| Okkernoot                   | Juglans regia                        | ingeburgerd                                               |
| Omgebogen vetkruid          | Sedum cepaea                         | niet in Vlaanderen, inheems in Wallonië                   |
| Onderaardse klaver          | Trifolium subterraneum               | inheems in Vlaanderen, niet in Wallonië                   |
| Ondergedoken moerasscherm   | Apium inundatum                      | inheems                                                   |
| Ongelijkbladig fonteinkruid | Potamogeton gramineus                | inheems                                                   |
| Ongelijkbladig schapengras  | Festuca heteropachys                 | niet in Vlaanderen, inheems in Wallonië                   |
| Ongelijkbladige distel      | Cirsium heterophyllum                | niet in Vlaanderen, inheems in Wallonië                   |
| Ongevlekt longkruid         | Pulmonaria obscura                   | niet in Vlaanderen, inheems in Wallonië                   |
| Oorsilene                   | Silene otites                        | waarschijnlijk verdwenen uit Vlaanderen, niet in Wallonië |
| Oostelijk kruiskruid        | Senecio vernalis                     | inheems                                                   |
| Oostenrijkse kers           | Rorippa austriaca                    | inheems                                                   |
| Oosterse karmozijnbes       | Phytolacca esculenta                 | ingeburgerd                                               |
| Oosterse morgenster         | Tragopogon pratensis ssp. orientalis | inheems                                                   |
| Oosterse raket              | Sisymbrium orientale                 | ingeburgerd                                               |
| Oot                         | Avena fatua                          | ingeburgerd voor 1500                                     |
| Opstijgende steentijm       | Calamintha ascendens                 | verdwenen uit Vlaanderen, inheems in Wallonië             |
| Oranje havikskruid          | Hieracium aurantiacum                | ingeburgerd                                               |
| Overblijvende hardbloem     | Scleranthus perennis                 | inheems                                                   |
| Overblijvende ossentong     | Pentaglottis sempervirens            | ingeburgerd                                               |

## P
A B C D E F G H I J K L M N O P R S T U V W Z
| Nederlandse naam             | Wetenschappelijke naam                 | Status                                                             |
| Paarbladig fonteinkruid      | Groenlandia densa                      | inheems                                                            |
| Paarbladig goudveil          | Chrysosplenium oppositifolium          | inheems                                                            |
| Paardenbloem                 | Taraxacum officinale                   | inheems                                                            |
| Paardenbloemstreepzaad       | Crepis vesicaria ssp. taraxacifolia    | inheems                                                            |
| Paardenhaarzegge             | Carex appropinquata                    | niet in Vlaanderen, inheems in Wallonië                            |
| Paardenhoefklaver            | Hippocrepis comosa                     | niet in Vlaanderen, inheems in Wallonië                            |
| Paardenzuring                | Rumex aquaticus                        | niet in Vlaanderen, verdwenen uit Wallonië                         |
| Paarse aspergeorchis         | Limodorum abortivum                    | niet in Vlaanderen, inheems in Wallonië                            |
| Paarse dovenetel             | Lamium purpureum                       | inheems                                                            |
| Paarse morgenster            | Tragopogon porrifolius                 | adventief in Vlaanderen, niet in Wallonië                          |
| Paarse wespenorchis          | Epipactis purpurata                    | niet in Vlaanderen, inheems in Wallonië                            |
| Paddenrus                    | Juncus subnodulosus                    | inheems                                                            |
| Papegaaienkruid              | Amaranthus retroflexus                 | ingeburgerd                                                        |
| Parnassia                    | Parnassia palustris                    | inheems                                                            |
| Pastinaak                    | Pastinaca sativa ssp. sativa           | inheems                                                            |
| Peen                         | Daucus carota                          | inheems                                                            |
| Peer                         | Pyrus communis                         | ingeburgerd                                                        |
| Peerlijsterbes               | Sorbus domestica                       | niet in Vlaanderen, inheems in Wallonië                            |
| Pekbloem                     | Silene armeria                         | verwilderend in Vlaanderen, verdwenen uit Wallonië en verwilderend |
| Penningkruid                 | Lysimachia nummularia                  | inheems                                                            |
| Penseelbladige waterranonkel | Ranunculus peltatus var. heterophyllus | inheems                                                            |
| Peperkers                    | Lepidium latifolium                    | inheems                                                            |
| Perzikkruid                  | Persicaria maculosa                    | inheems                                                            |
| Peterseliebraam              | Rubus laciniatus                       | ingeburgerd                                                        |
| Phacelia                     | Phacelia tanacetifolia                 | ingeburgerd                                                        |
| Pijlbrem                     | Chamaespartium sagittale               | niet in Vlaanderen, inheems in Wallonië                            |
| Pijlkruid                    | Sagittaria sagittifolia                | inheems                                                            |
| Pijlkruidkers                | Lepidium draba                         | ingeburgerd                                                        |
| Pijlscheefkelk               | Arabis hirsuta ssp. sagittata          | ingeburgerd in Vlaanderen, inheems in Wallonië                     |
| Pijpbloem                    | Aristolochia clematitis                | ingeburgerd voor 1500                                              |
| Pijpenstrootje               | Molinia caerulea                       | inheems                                                            |
| Pijptorkruid                 | Oenanthe fistulosa                     | inheems                                                            |
| Pilvaren                     | Pilularia globulifera                  | inheems                                                            |
| Pilzegge                     | Carex pilulifera                       | inheems                                                            |
| Pimpernoot                   | Staphyllea pinnata                     | verwilderend in Vlaanderen, mogelijk ingeburgerd in Wallonië       |
| Pinksterbloem                | Cardamine pratensis                    | inheems                                                            |
| Piramidezenegroen            | Ajuga pyramidalis                      | niet in Vlaanderen, inheems in Wallonië                            |
| Pitrus                       | Juncus effusus                         | inheems                                                            |
| Plat beemdgras               | Poa compressa                          | inheems                                                            |
| Plat blaasjeskruid           | Utricularia intermedia                 | inheems in Vlaanderen, niet in Wallonië                            |
| Plat fonteinkruid            | Potamogeton compressus                 | inheems in Vlaanderen, niet in Wallonië                            |
| Platte bies                  | Blysmus compressus                     | inheems                                                            |
| Platte rus                   | Juncus compressus                      | inheems                                                            |
| Platte vliesvaren            | Hymenophylum tunbrigense               | niet in Vlaanderen, verdwenen uit Wallonië                         |
| Pluimzegge                   | Carex paniculata                       | inheems                                                            |
| Poelruit                     | Thalictrum flavum                      | inheems                                                            |
| Polei                        | Mentha pulegium                        | inheems in Vlaanderen, inheems in Wallonië of verdwenen            |
| Pontische rododendron        | Rhododendron ponticum                  | ingeburgerd                                                        |
| Poppenorchis                 | Orchis anthropophorum                  | inheems                                                            |
| Postelein                    | Portulaca oleracea                     | ingeburgerd voor 1500                                              |
| Prachtframboos               | Rubus spectabilis                      | ingeburgerd of verwilderend in Vlaanderen, niet in Wallonië        |
| Prachtklokje                 | Campanula persicifolia                 | inheems                                                            |
| Prachtschubwortel            | Lathraea clandestina                   | inheems                                                            |
| Priemkruid                   | Subularia aquatica                     | verdwenen uit Vlaanderen, niet in Wallonië                         |
| Prikneus                     | Silene coronaria                       | ingeburgerd                                                        |
| Pruim                        | Prunus domestica                       | verwilderend in Vlaanderen, ingeburgerd in Wallonië                |
| Puntig fonteinkruid          | Potamogeton mucronatus                 | inheems in Vlaanderen, verdwenen uit Wallonië                      |
| Puntkroos                    | Lemna trisulca                         | inheems                                                            |
| Puntwederik                  | Lysimachia punctata                    | verwilderend                                                       |
| Purper struisriet            | Calamagrostis phragmitoides            | niet in Vlaanderen, inheems in Wallonië                            |
| Purperen klaver              | Trifolium rubens                       | niet in Vlaanderen, inheems in Wallonië                            |
| Purperorchis                 | Orchis purpurea                        | inheems                                                            |

## R
A B C D E F G H I J K L M N O P R S T U V W Z
| Nederlandse naam       | Wetenschappelijke naam                 | Status                                                        |
| Raapzaad               | Brassica rapa                          | verwilderend                                                  |
| Rankende duivenkervel  | Fumaria capreolata                     | inheems                                                       |
| Rankende helmbloem     | Ceratocapnos claviculata               | inheems                                                       |
| Rapunzelklokje         | Campanula rapunculus                   | inheems                                                       |
| Ratelpopulier          | Populus tremula                        | inheems                                                       |
| Rechte alsem           | Artemisia biennis                      | adventief in Vlaanderen, niet in Wallonië                     |
| Rechte driehoeksvaren  | Gymnocarpium robertianum               | inheems                                                       |
| Rechte ganzerik        | Potentilla recta                       | inheems                                                       |
| Rechte rolklaver       | Lotus "sativus"                        | ingeburgerd                                                   |
| Rechte rus             | Juncus alpinoarticulatus               | inheems in Vlaanderen, niet in Wallonië                       |
| Reukeloze kamille      | Tripleurospermum maritimum             | inheems                                                       |
| Reuzenbalsemien        | Impatiens glandulifera                 | ingeburgerd                                                   |
| Reuzenberenklauw       | Heracleum mantegazzianum               | ingeburgerd                                                   |
| Reuzenpaardenstaart    | Equisetum telmateia                    | inheems                                                       |
| Reuzenzwenkgras        | Festuca gigantea                       | inheems                                                       |
| Ridderzuring           | Rumex obtusifolius                     | inheems                                                       |
| Reigersbek             | Erodium cicutarium                     | inheems                                                       |
| Riempjes               | Corrigiola litoralis                   | inheems                                                       |
| Riet                   | Phragmites australis                   | inheems                                                       |
| Rietgras               | Phalaris arundinacea                   | inheems                                                       |
| Rietorchis             | Dactylorhiza majalis ssp. praetermissa | inheems                                                       |
| Rietzwenkgras          | Festuca arundinacea                    | inheems                                                       |
| Rijsbes                | Vaccinium uliginosum                   | verdwenen uit Vlaanderen, inheems in Wallonië                 |
| Rijstgras              | Leersia oryzoides                      | inheems                                                       |
| Rimpelroos             | Rosa rugosa                            | ingeburgerd                                                   |
| Ringelwikke            | Vicia hirsuta                          | inheems                                                       |
| Rivierfonteinkruid     | Potamogeton nodosus                    | inheems in Vlaanderen, niet in Wallonië                       |
| Rivierkruiskruid       | Senecio fluviatilis                    | inheems                                                       |
| Riviertandzaad         | Bidens radiata                         | niet in Vlaanderen, onbestendig in Wallonië                   |
| Robertskruid           | Geranium robertianum                   | inheems                                                       |
| Robinia                | Robinia pseudoacacia                   | ingeburgerd na 1625 in Vlaanderen, ingeburgerd in Wallonië    |
| Rode aardbeispinazie   | Chenopodium foliosum                   | inheems in Vlaanderen, niet in Wallonië                       |
| Rode bosbes            | Vaccinium vitis-idaea                  | inheems                                                       |
| Rode dophei            | Erica cinerea                          | inheems in Vlaanderen, niet in Wallonië                       |
| Rode ganzenvoet        | Chenopodium rubrum                     | inheems                                                       |
| Rode kamperfoelie      | Lonicera xylosteum                     | inheems                                                       |
| Rode klaver            | Trifolium pratense                     | inheems                                                       |
| Rode kornoelje         | Cornus sanguinea                       | inheems                                                       |
| Rode ogentroost        | Odontites vernus ssp. serotinus        | inheems                                                       |
| Rode pekanjer          | Silene viscaria                        | niet in Vlaanderen, inheems in Wallonië                       |
| Rode schijnspurrie     | Spergularia rubra                      | inheems                                                       |
| Rode waterereprijs     | Veronica catenata                      | inheems                                                       |
| Roggelelie             | Lilium bulbiferum ssp. croceum         | verdwenen uit Vlaanderen, mogelijk inheems in Wallonië        |
| Rond kaasjeskruid      | Malva pusilla                          | niet in Vlaanderen, mogelijk ingeburgerd in Wallonië          |
| Rond wintergroen       | Pyrola rotundifolia                    | inheems                                                       |
| Rondbladige steenbreek | Saxifraga rotundifolia                 | niet in Vlaanderen, ingeburgerd in Wallonië                   |
| Ronde ooievaarsbek     | Geranium rotundifolium                 | inheems                                                       |
| Ronde zegge            | Carex diandra                          | inheems                                                       |
| Ronde zonnedauw        | Drosera rotundifolia                   | inheems                                                       |
| Rood bosvogeltje       | Cephalanthera rubra                    | niet in Vlaanderen, verdwenen uit Wallonië                    |
| Rood guichelheil       | inheems                                |                                                               |
| Rood herderstasje      | Capsella rubella                       | niet in Vlaanderen, inheems in Wallonië                       |
| Rood peperboompje      | Daphne mezereum                        | inheems                                                       |
| Rood vetkruid          | Sedum rubens                           | niet in Vlaanderen, inheems in Wallonië                       |
| Rood zwenkgras         | Festuca rubra                          | inheems                                                       |
| Roomse kervel          | Myrrhis odorata                        | ingeburgerd                                                   |
| Rosse vossenstaart     | Alopecurus aequalis                    | inheems                                                       |
| Roosjessteenbreek      | Saxifraga rosacea                      | inheems in Wallonië                                           |
| Rossig fonteinkruid    | Potamogeton alpinus                    | inheems                                                       |
| Rossige wilg           | Salix cinerea ssp. oleifolia           | inheems in Vlaanderen, verspreiding in Wallonië onbekend      |
| Rotsanjer              | Dianthus gratianopolitanus             | niet in Vlaanderen, inheems in Wallonië                       |
| Rotsganzerik           | Potentilla rupestris                   | niet in Vlaanderen, inheems in Wallonië                       |
| Rotsooievaarsbek       | Geranium macrorrhizum                  | niet in Vlaanderen, ingeburgerd in Wallonië                   |
| Roze duivekervel       | Fumaria vaillantii                     | niet in Vlaanderen, misschien inheems in Wallonië             |
| Roze vetkruid          | Sedum spurium                          | ingeburgerd                                                   |
| Roze winterpostelein   | Claytonia sibirica                     | ingeburgerd in Vlaanderen, niet in Wallonië                   |
| Rozenkransje           | Antennaria dioica                      | verdwenen uit Vlaanderen, inheems in Wallonië                 |
| Rozetkruidkers         | Lepidium heterophyllum                 | ingeburgerd                                                   |
| Rozetsteenkers         | Arabidopsis arenosa                    | inheems                                                       |
| Ruig hertshooi         | Hypericum hirsutum                     | inheems                                                       |
| Ruig klokje            | Campanula trachelium                   | inheems                                                       |
| Ruig viooltje          | Viola hirta                            | inheems                                                       |
| Ruig zoutkruid         | Bassia hirsuta                         | verdwenen uit Vlaanderen, niet in Wallonië                    |
| Ruige anjer            | Dianthus armeria                       | inheems                                                       |
| Ruige heemst           | Althaea hirsuta                        | niet in Vlaanderen, ingeburgerd in Wallonië                   |
| Ruige klaproos         | Papaver argemone                       | ingeburgerd voor 1500                                         |
| Ruige lathyrus         | Lathyrus hirsutus                      | ingeburgerd                                                   |
| Ruige leeuwentand      | Leontodon hispidus                     | inheems                                                       |
| Ruige rudbeckia        | Rudbeckia hirta                        | niet in Vlaanderen, ingeburgerd in Wallonië                   |
| Ruige rupsklaver       | Medicago polymorpha                    | niet in Vlaanderen, ingeburgerd in Wallonië                   |
| Ruige scheefkelk       | Arabis hirsuta ssp. hirsuta            | inheems                                                       |
| Ruige veldbies         | Luzula pilosa                          | inheems                                                       |
| Ruige weegbree         | Plantago media                         | inheems                                                       |
| Ruige zegge            | Carex hirta                            | inheems                                                       |
| Ruw beemdgras          | Poa trivialis                          | inheems                                                       |
| Ruw klokje             | Campanula cervicaria                   | niet in Vlaanderen, inheems in Wallonië                       |
| Ruw parelzaad          | Lithospermum arvense                   | ingeburgerd voor 1500                                         |
| Ruw vergeet-mij-nietje | Myosotis ramosissima                   | inheems                                                       |
| Ruw walstro            | Galium uliginosum                      | inheems                                                       |
| Ruwe berk              | Betula pendula                         | inheems                                                       |
| Ruwe bies              | Schoenoplectus tabernaemontani         | inheems                                                       |
| Ruwe dravik            | Bromopsis ramosa ssp. ramosa           | inheems                                                       |
| Ruwe iep               | Ulmus glabra                           | inheems                                                       |
| Ruwe klaver            | Trifolium scabrum                      | inheems in Vlaanderen, waarschijnlijk verdwenen uit Wallonië  |
| Ruwe smeerwortel       | Symphytum asperum                      | ingeburgerd, maar neigt weg te kruisen met gewone smeerwortel |
| Ruwe smele             | Deschampsia cespitosa                  | inheems                                                       |
| Ruwe viltroos          | Rosa pseudoscabriuscula                | inheems in Vlaanderen, verspreiding in Wallonië onbekend      |

## S
A B C D E F G H I J K L M N O P R S T U V W Z
| Nederlandse naam             | Wetenschappelijke naam           | Status                                                                 |
| Sachalinse duizendknoop      | Fallopia sachalinensis           | ingeburgerd                                                            |
| Schaafstro                   | Equisetum hyemale                | inheems                                                                |
| Schaduwgras                  | Poa nemoralis                    | inheems                                                                |
| Schaduwkruiskruid            | Senecio ovatus                   | inheems                                                                |
| Schaduwzegge                 | Carex ubrosa                     | niet in Vlaanderen, inheems in Wallonië                                |
| Schapenzuring                | Rumex acetosella                 | inheems                                                                |
| Schedefonteinkruid           | Potamogeton pectinatus           | inheems                                                                |
| Schedegeelster               | Gagea spathacea                  | inheems                                                                |
| Schermhavikskruid            | Hieracium umbellatum             | inheems                                                                |
| Schermscheefbloem            | Iberis umbellata                 | ingeburgerd in Vlaanderen, mogelijk ingeburgerd in Wallonië            |
| Scherpe boterbloem           | Ranunculus acris                 | inheems                                                                |
| Scherpe fijnstraal           | Erigeron acer                    | inheems                                                                |
| Scherpe zegge                | Carex acuta                      | inheems                                                                |
| Scheve hoornbloem            | Cerastium diffusum               | inheems in Vlaanderen, niet in Wallonië                                |
| Scheve veldsla               | Valerianella eriocarpa           | niet in Vlaanderen, inheems in Wallonië                                |
| Schietwilg                   | Salix alba                       | inheems                                                                |
| Schijfkamille                | Matricaria discoidea             | inheems                                                                |
| Schijnaardbei                | Potentilla indica                | ingeburgerd in Vlaanderen, niet in Wallonië                            |
| Schijnegelantier             | Rosa columnifera                 | inheems in Vlaanderen, waarschijnlijk niet in Wallonië                 |
| Schijnheggenroos             | Rosa subcollina                  | inheems                                                                |
| Schijnhondsroos              | Rosa subcanina                   | inheems in Vlaanderen, verspreiding in Wallonië onbekend               |
| Schijnraket                  | Erucastrum gallicum              | ingeburgerd                                                            |
| Schildereprijs               | Veronica scutellata              | inheems                                                                |
| Schorrenkruid                | Suaeda maritima                  | inheems in Vlaanderen, niet in Wallonië                                |
| Schorrenzoutgras             | Triglochin maritima              | inheems in Vlaanderen, niet in Wallonië                                |
| Schubvaren                   | Asplenium ceterach               | inheems                                                                |
| Schubzegge                   | Carex lepidocarpa                | inheems                                                                |
| Selderij                     | Apium graveolens                 | inheems in Vlaanderen, niet in Wallonië                                |
| Sering                       | Syringa vulgaris                 | ingeburgerd na 1950                                                    |
| Sierlijk vetkruid            | Sedum forsterianum               | niet in Vlaanderen, inheems in Wallonië                                |
| Sierlijke dravik             | Bromus lepidus                   | niet in Vlaanderen, waarschijnlijk niet inheems in Wallonië            |
| Sierlijke vetmuur            | Sagina nodosa                    | inheems                                                                |
| Sikkelgoudscherm             | Bupleurum falcatum               | niet in Vlaanderen, inheems in Wallonië                                |
| Sikkelklaver                 | Medicago falcata                 | inheems                                                                |
| Sikkelkruid                  | Falcaria vulgaris                | inheems                                                                |
| Sint-Janskruid               | Hypericum perforatum             | inheems                                                                |
| Slaapbol                     | Papaver somniferum               | verwilderend                                                           |
| Slangenkruid                 | Echium vulgare                   | inheems                                                                |
| Slangenlook                  | Allium scorodoprasum             | inheems                                                                |
| Slangenwortel                | Calla palustris                  | inheems                                                                |
| Slank wollegras              | Eriophorum gracile               | inheems                                                                |
| Slanke mantelanjer           | Petrorhagia prolifera            | inheems                                                                |
| Slanke ogentroost            | Euphrasia michrantha             | inheems                                                                |
| Slanke sleutelbloem          | Primula elatior                  | inheems                                                                |
| Slanke vrouwenmantel         | Alchemilla micans                | niet in Vlaanderen, verdwenen uit Wallonië                             |
| Slanke waterbies             | Eleocharis uniglumis             | inheems                                                                |
| Slanke waterkers             | Nasturtium microphylla           | inheems                                                                |
| Slanke waterweegbree         | Alisma lanceolatum               | inheems                                                                |
| Slanke wikke                 | Vicia tetrasperma ssp. gracilis  | inheems                                                                |
| Slanke zegge                 | Carex strigosa                   | inheems                                                                |
| Sleedoorn                    | Prunus spinosa                   | inheems                                                                |
| Slijkgroen                   | Limosella aquatica               | inheems                                                                |
| Slijkzegge                   | Carex limosa                     | inheems                                                                |
| Slipbladige ooievaarsbek     | Geranium dissectum               | inheems                                                                |
| Slipbladige rudbeckia        | Rudbeckia laciniata              | ingeburgerd                                                            |
| Slofhak                      | Anthoxanthum aristatum           | inheems                                                                |
| Smal beemdgras               | Poa angustifolia                 | inheems                                                                |
| Smal fakkelgras              | Koeleria macrantha               | inheems                                                                |
| Smal longkruid               | Pulmonaria montana               | niet in Vlaanderen, inheems in Wallonië                                |
| Smal streepzaad              | Crepis tectorum                  | inheems in Vlaanderen, waarschijnlijk adventief in Wallonië            |
| Smal tandzaad                | Bidens connata                   | ingeburgerd na 1950                                                    |
| Smal vlas                    | Linum tenuifolium                | niet in Vlaanderen, inheems in Wallonië                                |
| Smal vlieszaad               | Corispermum intermedium          | inheems in Vlaanderen, niet in Wallonië                                |
| Smalle aster                 | Aster lanceolatus                | ingeburgerd                                                            |
| Smalle beukvaren             | Phegopteris connectilis          | inheems                                                                |
| Smalle raai                  | Galeopsis angustifolia           | inheems                                                                |
| Smalle rolklaver             | Lotus glaber                     | inheems                                                                |
| Smalle stekelvaren           | Dryopteris carthusiana           | inheems                                                                |
| Smalle waterpest             | Elodea nuttallii                 | ingeburgerd                                                            |
| Smalle waterweegbree         | Alisma gramineum                 | inheems                                                                |
| Smalle weegbree              | Plantago lanceolata              | inheems                                                                |
| Smalle wikke                 | Vicia sativa ssp. nigra          | inheems                                                                |
| Smallippige wespenorchis     | Epipactis leptochila             | niet in Vlaanderen, inheems in Wallonië                                |
| Smelehaver                   | Ventenata dubia                  | niet in Vlaanderen, verdwenen uit Wallonië                             |
| Snavelruppia                 | Ruppia maritima                  | verdwenen uit Vlaanderen, niet in Wallonië                             |
| Snavelzegge                  | Carex rostrata                   | inheems                                                                |
| Sneeuwbes                    | Symphoricarpos albus             | ingeburgerd                                                            |
| Sofiekruid                   | Descurainia sophia               | inheems in Vlaanderen, verdwenen uit Wallonië                          |
| Soldaatje                    | Orchis militaris                 | inheems                                                                |
| Spaanse aak                  | Acer campestre                   | inheems                                                                |
| Spaanse ruiter               | Cirsium dissectum                | inheems in Vlaanderen, waarschijnlijk verdwenen uit Wallonië           |
| Spaanse zuring               | Rumex scutatus                   | inheems                                                                |
| Spatelkruiskruid             | Senecio helenitis                | verdwenen uit Vlaanderen, inheems in Wallonië                          |
| Spatelviltkruid              | Filago pyramidata                | verdwenen                                                              |
| Speerdistel                  | Cirsium vulgare                  | inheems                                                                |
| Spekwortel                   | Tamus communis                   | inheems                                                                |
| Spiesleeuwenbek              | Kickxia elatine                  | ingeburgerd voor 1500                                                  |
| Spiesmelde                   | Atriplex prostrata               | inheems                                                                |
| Spiesraket                   | Sisymbrium loeselii              | ingeburgerd                                                            |
| Spindotterbloem              | Caltha palustris ssp. araneosa   | inheems in Vlaanderen, niet in Wallonië                                |
| Spinnenorchis                | Ophrys sphegodes                 | verdwenen uit Vlaanderen, inheems in Wallonië                          |
| Spiraalruppia                | Ruppia cirrhosa                  | verdwenen uit Vlaanderen, niet in Wallonië                             |
| Spits fonteinkruid           | Potamogeton acutifolius          | inheems in Vlaanderen, verdwenen uit Wallonië                          |
| Spits havikskruid            | Hieracium lactucella             | inheems                                                                |
| Spookorchis                  | Epipogium aphyllum               | niet in Vlaanderen, inheems in Wallonië                                |
| Spoorbloem                   | Centranthus ruber                | ingeburgerd                                                            |
| Sporkehout                   | Rhamnus frangula                 | inheems                                                                |
| Springzaadveldkers           | Cardamine impatiens              | inheems                                                                |
| Stalkaars                    | Verbascum densiflorum            | inheems                                                                |
| Steelzaad                    | Podospermum laciniatum           | niet in Vlaanderen, inheems in Wallonië                                |
| Steenanjer                   | Dianthus deltoides               | inheems                                                                |
| Steenbraam                   | Rubus saxatilis                  | niet in Vlaanderen, inheems in Wallonië                                |
| Steenbreekvaren              | Asplenium trichomanes            | inheems                                                                |
| Steeneppe                    | Sison amomum                     | inheems in Vlaanderen, niet in Wallonië                                |
| Steenhoornbloem              | Cerastium pumilum                | inheems                                                                |
| Steenkruidkers               | Lepidium ruderale                | inheems                                                                |
| Steentijmereprijs            | Veronica acinifolia              | waarschijnlijk verdwenen                                               |
| Stekelbrem                   | Genista anglica                  | inheems                                                                |
| Stekend loogkruid            | Salsola kali ssp. kali           | inheems in Vlaanderen, niet in Wallonië                                |
| Stekende bies                | Schoenoplectus pungens           | inheems in Vlaanderen, niet in Wallonië                                |
| Stekende wolfsklauw          | Lycopodium annotinum             | verdwenen uit Vlaanderen, inheems in Wallonië                          |
| Stengelloze sleutelbloem     | Primula vulgaris                 | inheems in Vlaanderen, niet in Wallonië                                |
| Stengelomvattend havikskruid | Hieracium amplexicaule           | ingeburgerd in Vlaanderen, niet in Wallonië                            |
| Sterzegge                    | Carex echinata                   | inheems                                                                |
| Stijf barbarakruid           | Barbarea stricta                 | inheems in Vlaanderen, verspreiding in Wallonië onbekend               |
| Stijf hardgras               | Catapodium rigidum               | inheems                                                                |
| Stijf havikskruid            | Hieracium laevigatum             | inheems                                                                |
| Stijf vergeet-mij-nietje     | Myosotis stricta                 | inheems                                                                |
| Stijlroos                    | Rosa stylosa                     | inheems                                                                |
| Stijve dravik                | Anisantha diandra                | inheems in Vlaanderen, niet in Wallonië                                |
| Stijve klaverzuring          | Oxalis stricta                   | ingeburgerd                                                            |
| Stijve moerasweegbree        | Baldellia ranunculoides          | inheems in Vlaanderen, verdwenen uit Wallonië                          |
| Stijve naaldvaren            | Polystichum aculeatum            | inheems                                                                |
| Stijve ogentroost            | Euphrasia stricta                | inheems                                                                |
| Stijve steenraket            | Erysimum virgatum                | niet in Vlaanderen, inheems in Wallonië                                |
| Stijve waterranonkel         | Ranunculus circinatus            | inheems                                                                |
| Stijve wikke                 | Vicia tenuifolia                 | inheems                                                                |
| Stijve windhalm              | Apera interrupta                 | ingeburgerd                                                            |
| Stijve wolfsmelk             | Euphorbia stricta                | niet in Vlaanderen, inheems in Wallonië                                |
| Stijve zegge                 | Carex elata                      | inheems                                                                |
| Stijve zonnebloem            | Helianthus ×laetiflorus          | ingeburgerd                                                            |
| Stinkend nieskruid           | Helleborus foetidus              | niet in Vlaanderen, inheems in Wallonië                                |
| Stinkend streepzaad          | Crepis foetida                   | inheems                                                                |
| Stinkende ballote            | Ballota nigra ssp. foetida       | inheems                                                                |
| Stinkende ganzenvoet         | Chenopodium vulvaria             | inheems in Vlaanderen, verdwenen uit Wallonië                          |
| Stinkende gouwe              | Chelidonium majus                | inheems                                                                |
| Stinkende kamille            | Anthemis cotula                  | inheems                                                                |
| Stinkende lis                | Iris foetidissima                | verwilderend of ingeburgerd met onbekende verspreiding                 |
| Stippelganzenvoet            | Chenopodium ficifolium           | inheems                                                                |
| Stippelvaren                 | Oreopteris limbosperma           | inheems                                                                |
| Stippelzegge                 | Carex punctata                   | inheems in Vlaanderen, niet in Wallonië                                |
| Stofzaad                     | Monotropa hypopitys              | inheems                                                                |
| Stomp fonteinkruid           | Potamogeton obtusifolius         | inheems                                                                |
| Stomp kweldergras            | Puccinellia distans ssp. distans | inheems in Vlaanderen, ingeburgerd in Wallonië (langs gepekelde wegen) |
| Stomp vlotgras               | Glyceria notata                  | inheems                                                                |
| Stomphoekig sterrenkroos     | Callitriche obtusangula          | inheems                                                                |
| Straalscherm                 | Orlaya grandiflora               | niet in Vlaanderen, inheems in Wallonië                                |
| Straatgras                   | Poa annua                        | inheems                                                                |
| Straatliefdegras             | Eragrostis pilosa                | inheems                                                                |
| Strandbiet                   | Beta vulgaris ssp. maritima      | inheems in Vlaanderen, niet in Wallonië                                |
| Strandduizendguldenkruid     | Centaurium littorale             | inheems in Vlaanderen, niet in Wallonië                                |
| Strandkweek                  | Elytrigia atherica               | inheems in Vlaanderen, niet in Wallonië                                |
| Strandmelde                  | Atriplex littoralis              | inheems in Vlaanderen, niet in Wallonië                                |
| Strandvarkensgras            | Polygonum oxyspermum ssp. raii   | ingeburgerd in Vlaanderen, niet in Wallonië                            |
| Strobloem                    | Helichrysum arenarium            | niet in Vlaanderen, inheems in Wallonië                                |
| Struikhei                    | Calluna vulgaris                 | inheems                                                                |
| Struikpaardenhoefklaver      | Hippocrepis emerus               | niet in Vlaanderen, inheems in Wallonië                                |
| Struisvaren                  | Matteuccia struthiopteris        | ingeburgerd in Vlaanderen, inheems in Wallonië                         |

## T
A B C D E F G H I J K L M N O P R S T U V W Z
| Nederlandse naam      | Wetenschappelijke naam        | Status                                                                           |
| Tamme kastanje        | Castanea sativa               | ingeburgerd voor 1500                                                            |
| Tandjesgras           | Danthonia decumbens           | inheems                                                                          |
| Taxus                 | Taxus baccata                 | als inheemse plant verdwenen in Vlaanderen maar ingeburgerd, inheems in Wallonië |
| Teer guichelheil      | Anagallis tenella             | inheems in Vlaanderen, verdwenen uit Wallonië                                    |
| Teer vederkruid       | Myriophyllum alterniflorum    | inheems                                                                          |
| Tenger fonteinkruid   | Potamogeton pusillus          | inheems                                                                          |
| Tengere distel        | Carduus tenuiflorus           | inheems in Vlaanderen, niet in Wallonië                                          |
| Tengere rus           | Juncus tenuis                 | ingeburgerd                                                                      |
| Tengere veldmuur      | Minuartia hybrida             | inheems                                                                          |
| Tengere zandmuur      | Arenaria leptoclados          | inheems                                                                          |
| Tere stekelvaren      | Dryopteris expansa            | niet in Vlaanderen, inheems in Wallonië                                          |
| Tijmbremraap          | Orobanche alba                | niet in Vlaanderen, inheems in Wallonië                                          |
| Tijmereprijs          | Veronica serpyllifolia        | inheems                                                                          |
| Timoteegras           | Phleum pratense ssp. pratense | inheems                                                                          |
| Tongvaren             | Asplenium scolopendrium       | inheems                                                                          |
| Torenkruid            | Arabis glabra                 | inheems                                                                          |
| Torenscheefkelk       | Arabis turrita                | niet in Vlaanderen, ingeburgerd in Wallonië                                      |
| Tormentil             | Potentilla erecta             | inheems                                                                          |
| Trekrus               | Juncus squarrosus             | inheems                                                                          |
| Trilgraszegge         | Carex brizoides               | inheems                                                                          |
| Tripmadam             | Sedum rupestre                | inheems                                                                          |
| Trosdravik            | Bromus racemosus              | inheems                                                                          |
| Trosgamander          | Teucrium botrys               | niet in Vlaanderen, inheems in Wallonië                                          |
| Trosganzenvoet        | Chenopodium urbicum           | niet in Vlaanderen, verdwenen uit Wallonië                                       |
| Trosgierst            | Setaria italica               | verwilderend                                                                     |
| Trosraaigras          | ×Festulolium loliaceum        | verspreiding onbekend                                                            |
| Trosstreepzaad        | Crepis praemorsa              | niet in Vlaanderen, inheems in Wallonië                                          |
| Trosvlier             | Sambucus racemosa             | inheems                                                                          |
| Tuinbingelkruid       | Mercurialis annua             | ingeburgerd voor 1500                                                            |
| Tuinwolfsmelk         | Euphorbia peplus              | ingeburgerd voor 1500                                                            |
| Tweehuizige zegge     | Carex dioica                  | inheems                                                                          |
| Tweenervige zegge     | Carex binervis                | inheems                                                                          |
| Tweerijige zegge      | Carex disticha                | inheems                                                                          |
| Tweestijlige meidoorn | Crataegus laevigata           | inheems                                                                          |
| Tweetoppig struisgras | Agrostis castellana           | verspreiding onbekend                                                            |

## U
A B C D E F G H I J K L M N O P R S T U V W Z
| Nederlandse naam   | Wetenschappelijke naam | Status                   |
| Uitstaande melde   | Atriplex patula        | al voor 1500 ingeburgerd |
| Uitstaande vetmuur | Sagina micropetala     | inheems                  |

## V
A B C D E F G H I J K L M N O P R S T U V W Z
| Nederlandse naam               | Wetenschappelijke naam                  | Status                                                            |
| Valkruid                       | Arnica montana                          | verdwenen uit Vlaanderen, inheems in Wallonië                     |
| Vallisneria                    | Vallisneria spiralis                    | niet in Vlaanderen, ingeburgerd en weer verdwenen uit Wallonië    |
| Vals muizenoor                 | Hieracium peleterianum                  | niet in Vlaanderen, inheems in Wallonië                           |
| Valse akkerkers                | Rorippa ×armoracioides                  | verspreiding onbekend                                             |
| Valse kamille                  | Anthemis arvensis                       | inheems                                                           |
| Valse salie                    | Teucrium scorodonia                     | inheems                                                           |
| Valse voszegge                 | Carex otrubae                           | inheems                                                           |
| Valse wingerd                  | Parthenocissus inserta                  | ingeburgerd                                                       |
| Valse zandzegge                | Carex reichenbachii                     | inheems in Vlaanderen, verdwenen uit Wallonië                     |
| Varkenskervel-torkruid         | Oenanthe peucedanifolia                 | niet in Vlaanderen, inheems in Wallonië                           |
| Vaste lupine                   | Lupinus polyphyllus                     | ingeburgerd in de 19de eeuw                                       |
| Vederesdoorn                   | Acer negundo                            | ingeburgerd                                                       |
| Veelbloemige veldbies          | Luzula multiflora                       | inheems                                                           |
| Veelkleurig vergeet-mij-nietje | Myosotis discolor                       | inheems                                                           |
| Veelstengelige waterbies       | Eleocharis multicaulis                  | inheems in Vlaanderen, mogelijk inheems in Wallonië               |
| Veelwortelig kroos             | Spirodela polyrhiza                     | inheems                                                           |
| Veenbies                       | Trichophorum cespitosum ssp. germanicum | inheems                                                           |
| Veenbloembies                  | Scheuchzeria palustris                  | verdwenen                                                         |
| Veenmosorchis                  | Hammarbya paludosa                      | inheems                                                           |
| Veenorchis                     | Dactylorhiza majalis ssp. sphagnicola   | inheems                                                           |
| Veenpluis                      | Eriophorum angustifolium                | inheems                                                           |
| Veenreukgras                   | Hierochloe odorata                      | inheems                                                           |
| Veenwortel                     | Persicaria amphibia                     | inheems                                                           |
| Veenzegge                      | Carex davalliana                        | niet in Vlaanderen, verdwenen uit Wallonië                        |
| Veerdelig tandzaad             | Bidens tripartita                       | inheems                                                           |
| Veldbeemdgras                  | Poa pratensis                           | inheems                                                           |
| Veldereprijs                   | Veronica arvensis                       | inheems                                                           |
| Veldgentiaan                   | Gentianella campestris                  | verdwenen uit Vlaanderen, inheems in Wallonië                     |
| Veldgerst                      | Hordeum secalinum                       | inheems                                                           |
| Veldhondstong                  | Cynoglossum officinale                  | inheems                                                           |
| Veldkruidkers                  | Lepidium campestre                      | inheems                                                           |
| Veldlathyrus                   | Lathyrus pratensis                      | inheems                                                           |
| Veldrus                        | Juncus acutiflorus                      | inheems                                                           |
| Veldsalie                      | Salvia pratensis                        | inheems                                                           |
| Veldsla                        | Valerianella locusta                    | inheems                                                           |
| Veldwarkruid                   | Cuscuta campestris                      | niet in Vlaanderen, ingeburgerd in Wallonië                       |
| Veldzuring                     | Rumex acetosa                           | inheems                                                           |
| Verfbrem                       | Genista tinctoria                       | inheems                                                           |
| Vergeten viltkruid             | Filago neglecta                         | niet in Vlaanderen, verdwenen uit Wallonië, mondiaal uitgestorven |
| Vergeten wikke                 | Vicia sativa ssp. segetalis             | ingeburgerd voor 1500                                             |
| Verspreidbladig goudveil       | Chrysosplenium alternifolium            | inheems                                                           |
| Vertakte graslelie             | Anthericum ramosum                      | niet in Vlaanderen, verdwenen uit Wallonië                        |
| Vertakte leeuwentand           | Leontodon autumnalis                    | inheems                                                           |
| Vertakte maanvaren             | Botrychium matricariifolium             | verdwenen uit Vlaanderen, niet in Wallonië                        |
| Vetblad                        | Pinguicula vulgaris                     | verdwenen uit Vlaanderen, niet in Wallonië                        |
| Vierrijige ogentroost          | Euphrasia tetraquetra                   | inheems in Vlaanderen, niet in Wallonië                           |
| Vierzadige wikke               | Vicia tetrasperma ssp. tetrasperma      | inheems                                                           |
| Vijfdelig kaasjeskruid         | Malva alcea                             | ingeburgerd voor 1500                                             |
| Vijfhelmige spurrie            | Spergula pentandra                      | niet in Vlaanderen, verdwenen uit Wallonië                        |
| Vijfvingerkruid                | Potentilla reptans                      | inheems                                                           |
| Viltganzerik                   | Potentilla argentea                     | inheems                                                           |
| Viltig kruiskruid              | Jacobaea erucifolia                     | inheems                                                           |
| Viltige basterdwederik         | Epilobium parviflorum                   | inheems                                                           |
| Viltroos                       | Rosa tomentosa                          | inheems                                                           |
| Viltzegge                      | Carex tomentosa                         | niet in Vlaanderen, inheems in Wallonië                           |
| Vingerhelmbloem                | Corydalis solida                        | inheems                                                           |
| Vingerhoedskruid               | Digitalis purpurea                      | inheems                                                           |
| Vingerzegge                    | Carex digitata                          | inheems                                                           |
| Vinkenzaad                     | Neslia paniculata                       | verwilderend in Vlaanderen, ingeburgerd in Wallonië               |
| Vlakke wolfsklauw              | Lycopodium complanatum                  | niet in Vlaanderen, verdwenen uit Wallonië                        |
| Vlasbekje                      | Linaria vulgaris                        | inheems                                                           |
| Vlasdolik                      | Lolium remotum                          | ingeburgerd voor 1500 en verdwenen                                |
| Vlashuttentut                  | Camelina sativa ssp. alyssum            | ingeburgerd voor 1500 en verdwenen                                |
| Vlaswarkruid                   | Cuscuta epilinum                        | ingeburgerd voor 1500 en verdwenen                                |
| Vleeskleurige orchis           | Dactylorhiza incarnata                  | inheems                                                           |
| Vleugelstreepzaad              | Crepis sancta                           | verwilderend in Vlaanderen, ingeburgerd in Wallonië               |
| Vliegenorchis                  | Ophrys insectifera                      | inheems                                                           |
| Vlinderstruik                  | Buddleja davidii                        | ingeburgerd                                                       |
| Vlokkige toorts                | Verbascum pulverulentum                 | niet in Vlaanderen, inheems in Wallonië                           |
| Vlottende bies                 | Eleogiton fluitans                      | inheems in Vlaanderen, niet in Wallonië                           |
| Vlottende waterranonkel        | Ranunculus fluitans                     | inheems                                                           |
| Vlozegge                       | Carex pulicaris                         | inheems                                                           |
| Vogelmuur                      | Stellaria media                         | inheems                                                           |
| Vogelnestje                    | Neottia nidus-avis                      | inheems                                                           |
| Vogelpootzegge                 | Carex ornithopoda                       | niet in Vlaanderen, inheems in Wallonië                           |
| Vogelwikke                     | Vicia cracca                            | inheems                                                           |
| Vogezenhavikskruid             | Hieracium vogesiacum                    | niet in Vlaanderen, mogelijk nog inheems in Wallonië              |
| Voorjaarsganzerik              | Potentilla tabernaemontani              | inheems                                                           |
| Voorjaarshelmkruid             | Scrophularia vernalis                   | niet in Vlaanderen, ingeburgerd in Wallonië                       |
| Voorjaarslathyrus              | Lathyrus vernus                         | niet in Vlaanderen, inheems in Wallonië                           |
| Voorjaarszegge                 | Carex caryophyllea                      | inheems                                                           |
| Voszegge                       | Carex vulpina                           | inheems                                                           |
| Vreemde ereprijs               | Veronica peregrina                      | ingeburgerd voor 1900                                             |
| Vroeg barbarakruid             | Babarea verna                           | ingeburgerd                                                       |
| Vroeg havikskruid              | Hieracium glaucinum                     | inheems                                                           |
| Vroeg vergeet-mij-nietje       | Omphalodes verna                        | verwilderend                                                      |
| Vroege ereprijs                | Veronica praecox                        | inheems                                                           |
| Vroege haver                   | Aira praecox                            | inheems                                                           |
| Vroege sterhyacint             | Scilla bifolia                          | niet in Vlaanderen, inheems in Wallonië                           |
| Vroege zegge                   | Carex praecox                           | niet in Vlaanderen, inheems in Wallonië                           |
| Vroegeling                     | Erophila verna                          | inheems                                                           |
| Vrouwenschoentje               | Cypripedium calceolus                   | niet in Vlaanderen, verdwenen uit Wallonië                        |

## W
A B C D E F G H I J K L M N O P R S T U V W Z
| Nederlandse naam          | Wetenschappelijke naam                         | Status                                                                     |
| Walstrobremraap           | Orobanche caryophyllacea                       | inheems                                                                    |
| Wantsenorchis             | Anacamptis coriophora                          | verdwenen uit Vlaanderen, inheems in Wallonië of verdwenen                 |
| Wateraardbei              | Comarum palustre                               | inheems                                                                    |
| Watercrassula             | Crassula helmsii                               | ingeburgerd in Vlaanderen, mogelijk ingeburgerd in Wallonië                |
| Waterdrieblad             | Menyanthes trifoliata                          | inheems                                                                    |
| Watergentiaan             | Nymphoides peltata                             | inheems in Vlaanderen, inheems in Wallonië of verdwenen                    |
| Watergras                 | Catabrosa aquatica                             | inheems                                                                    |
| Waterkruiskruid           | Jacobaea aquatica                              | inheems                                                                    |
| Waterlepeltje             | Ludwigia palustris                             | inheems in Vlaanderen, niet in Wallonië                                    |
| Waterlobelia              | Lobelia dortmanna                              | inheems in Vlaanderen, verdwenen uit Wallonië                              |
| Watermunt                 | Mentha aquatica                                | inheems                                                                    |
| Watermuur                 | Stellaria aquatica                             | inheems                                                                    |
| Waternoot                 | Trapa natans                                   | niet in Vlaanderen, verdwenen uit Wallonië                                 |
| Waterpeper                | Persicaria hydropiper                          | inheems                                                                    |
| Waterpostelein            | Lythrum portula                                | inheems                                                                    |
| Waterpunge                | Samolus valerandi                              | inheems in Vlaanderen, inheems in Wallonië of verdwenen                    |
| Waterscheerling           | Cicuta virosa                                  | niet in Vlaanderen, verdwenen uit Wallonië                                 |
| Waterteunisbloem          | Ludwigia grandiflora                           | ingeburgerd in Vlaanderen, niet in Wallonië                                |
| Watertorkruid             | Oenanthe aquatica                              | inheems                                                                    |
| Waterviolier              | Hottonia palustris                             | inheems                                                                    |
| Waterzuring               | Rumex hydrolapathum                            | inheems                                                                    |
| Weegbreefonteinkruid      | Potamogeton coloratus                          | inheems in Vlaanderen, niet in Wallonië                                    |
| Weegbreezonnebloem        | Doronicum plantagineum                         | niet in Vlaanderen, inheems in Wallonië                                    |
| Wegdistel                 | Onopordum acanthium                            | inheems                                                                    |
| Wegedoorn                 | Rhamnus cathartica                             | inheems                                                                    |
| Weichselboom              | Prunus mahaleb                                 | niet in Vlaanderen, inheems in Wallonië                                    |
| Weidebergvlas             | Thesium pyrenaicum                             | niet in Vlaanderen, inheems in Wallonië                                    |
| Weidegeelster             | Gagea pratensis                                | inheems in Vlaanderen, niet in Wallonië                                    |
| Weidehavikskruid          | Hieracium caespitosum                          | inheems                                                                    |
| Weidekervel               | Silaum silaus                                  | inheems                                                                    |
| Weidekervel-torkruid      | Oenanthe silaifolia                            | inheems in Vlaanderen, verdwenen uit Wallonië                              |
| Weideklokje               | Campanula patula                               | ingeburgerd in Vlaanderen, inheems in Wallonië                             |
| Weidescabiosa             | Scabiosa columbaria ssp. pratensis             | niet in Vlaanderen, inheems in Wallonië                                    |
| Weidevergeet-mij-nietje   | Myosotis scorpioides ssp. nemorosa             | verspreiding onbekend                                                      |
| Welriekende agrimonie     | Agrimonia procera                              | inheems                                                                    |
| Welriekende ganzenvoet    | Chenopodium ambrosioides                       | ingeburgerd in Vlaanderen, waarschijnlijk nog niet ingeburgerd in Wallonië |
| Welriekende muggenorchis  | Gymnadenia odoratissima                        | niet in Vlaanderen, inheems in Wallonië                                    |
| Welriekende nachtorchis   | Platanthera bifolia                            | inheems                                                                    |
| Welriekende salomonszegel | Polygonatum odoratum                           | inheems                                                                    |
| Westerse karmozijnbes     | Phytolacca americana                           | verwilderend                                                               |
| Wigbladige roos           | Rosa elliptica                                 | niet in Vlaanderen, verdwenen uit Wallonië                                 |
| Wijdbloeiende rus         | Juncus tenageia                                | inheems                                                                    |
| Wijfjesvaren              | Athyrium filix-femina                          | inheems                                                                    |
| Wijnruit                  | Ruta graveolens                                | ingeburgerd in Vlaanderen, misschien ingeburgerd in Wallonië               |
| Wild kattenkruid          | Nepeta cataria                                 | ingeburgerd voor 1500                                                      |
| Wilde akelei              | Aquilegia vulgaris                             | niet in Vlaanderen, inheems in Wallonië                                    |
| Wilde averuit             | Artemisia campestris ssp. campestris           | inheems                                                                    |
| Wilde bertram             | Achillea ptarmica                              | inheems                                                                    |
| Wilde cichorei            | Cichorium intybus                              | ingeburgerd voor 1500                                                      |
| Wilde dwergmispel         | Cotoneaster integerrimus                       | niet in Vlaanderen, ingeburgerd in Wallonië                                |
| Wilde gagel               | Myrica gale                                    | inheems                                                                    |
| Wilde hyacint             | Hyacinthoides non-scripta                      | inheems                                                                    |
| Wilde judaspenning        | Lunaria rediviva                               | niet in Vlaanderen, inheems in Wallonië                                    |
| Wilde kamperfoelie        | Lonicera periclymenum                          | inheems                                                                    |
| Wilde kardinaalsmuts      | Euonymus europaeus                             | inheems                                                                    |
| Wilde kievitsbloem        | Fritillaria meleagris                          | verdwenen                                                                  |
| Wilde liguster            | Ligustrum vulgare                              | inheems                                                                    |
| Wilde lijsterbes          | Sorbus aucuparia                               | inheems                                                                    |
| Wilde marjolein           | Origanum vulgare                               | inheems                                                                    |
| Wilde narcis              | Narcissus pseudonarcissus ssp. pseudonarcissus | inheems                                                                    |
| Wilde nigelle             | Nigella arvensis                               | niet in Vlaanderen, verdwenen uit Wallonië                                 |
| Wilde peterselie          | Petroselinum segetum                           | inheems in Vlaanderen, niet in Wallonië                                    |
| Wilde reseda              | Reseda lutea                                   | ingeburgerd voor 1500                                                      |
| Wilde ridderspoor         | Consolida regalis                              | ingeburgerd voor 1500                                                      |
| Wilde sorgo               | Sorghum halepense                              | ingeburgerd                                                                |
| Wilde weit                | Melampyrum arvense                             | niet in Vlaanderen, inheems in Wallonië                                    |
| Wildemanskruid            | Pulsatilla vulgaris                            | niet in Vlaanderen, inheems in Wallonië                                    |
| Wilgalant                 | Inula salicina                                 | niet in Vlaanderen, inheems in Wallonië                                    |
| Wilgenroosje              | Chamerion angustifolium                        | inheems                                                                    |
| Wilgfonteinkruid          | Potamogeton x decipiens                        | inheems in Vlaanderen, niet in Wallonië                                    |
| Wilgsla                   | Lactuca saligna                                | inheems in Vlaanderen, verdwenen uit Wallonië                              |
| Wimperparelgras           | Melica ciliata                                 | niet in Vlaanderen, inheems in Wallonië                                    |
| Winterakoniet             | Eranthis hyemalis                              | ingeburgerd                                                                |
| Wintereik                 | Quercus petraea                                | inheems                                                                    |
| Winterheliotroop          | Petasites fragrans                             | niet in Vlaanderen, inheems in Wallonië                                    |
| Winterlinde               | Tilia cordata                                  | inheems                                                                    |
| Winterpostelein           | Claytonia perfoliata                           | ingeburgerd                                                                |
| Wit bosvogeltje           | Cephalanthera longifolia                       | inheems                                                                    |
| Wit hoefblad              | Petasites albus                                | niet in Vlaanderen, ingeburgerd in Wallonië                                |
| Wit hongerbloempje        | Draba muralis                                  | inheems                                                                    |
| Wit vetkruid              | Sedum album                                    | inheems                                                                    |
| Wit zonneroosje           | Helianthemum apeninum                          | niet in Vlaanderen, inheems in Wallonië                                    |
| Witte abeel               | Populus alba                                   | ingeburgerd                                                                |
| Witte amarant             | Amaranthus albus                               | ingeburgerd                                                                |
| Witte boterbloem          | Ranunculus platanifolius                       | niet in Vlaanderen, inheems in Wallonië                                    |
| Witte brunel              | Prunella laciniata                             | niet in Vlaanderen, inheems in Wallonië                                    |
| Witte dovenetel           | Lamium album                                   | inheems                                                                    |
| Witte els                 | Alnus incana                                   | ingeburgerd                                                                |
| Witte engbloem            | Vincetoxicum hirundinaria                      | inheems                                                                    |
| Witte honingklaver        | Melilotus albus                                | ingeburgerd voor 1500                                                      |
| Witte klaver              | Trifolium repens                               | inheems                                                                    |
| Witte klaverzuring        | Oxalis acetosella                              | inheems                                                                    |
| Witte krodde              | Thlaspi arvense                                | ingeburgerd voor 1500                                                      |
| Witte muggenorchis        | Pseudorchis albida                             | niet in Vlaanderen, inheems in Wallonië                                    |
| Witte munt                | Mentha suaveolens                              | inheems                                                                    |
| Witte paardenkastanje     | Aesculus hippocastanum                         | ingeburgerd                                                                |
| Witte rapunzel            | Phyteuma spicatum ssp. spicatum                | inheems                                                                    |
| Witte snavelbies          | Rhynchospora alba                              | inheems                                                                    |
| Witte steenraket          | Conringia orientalis                           | niet in Vlaanderen, inheems in Wallonië                                    |
| Witte veldbies            | Luzula luzuloides                              | inheems                                                                    |
| Witte waterkers           | Nasturtium officinale                          | inheems                                                                    |
| Witte waterlelie          | Nymphaea alba                                  | inheems                                                                    |
| Witte waterranonkel       | Ranunculus ololeucos                           | inheems in Vlaanderen, niet in Wallonië                                    |
| Wolfskers                 | Atropa bella-donna                             | inheems                                                                    |
| Wolfspoot                 | Lycopus europaeus                              | inheems                                                                    |
| Wollige distel            | Cirsium eriophorum                             | verdwenen uit Vlaanderen, inheems in Wallonië                              |
| Wollige munt              | Mentha x rotundifolia                          | inheems                                                                    |
| Wollige sneeuwbal         | Viburnum lantana                               | inheems                                                                    |
| Wonderviooltje            | Viola mirabilis                                | niet in Vlaanderen, inheems in Wallonië                                    |
| Wondklaver                | Anthyllis vulneraria                           | inheems                                                                    |
| Wortelloos kroos          | Wolffia arrhiza                                | inheems                                                                    |
| Wouw                      | Reseda luteola                                 | ingevoerd voor 1500                                                        |
| Wrangwortel               | Helleborus viridis ssp. occidentalis           | inheems                                                                    |
| Wrattige wolfsmelk        | Euphorbia verrucosa                            | niet in Vlaanderen, inheems in Wallonië                                    |

## Z
A B C D E F G H I J K L M N O P R S T U V W Z
| Nederlandse naam       | Wetenschappelijke naam                 | Status                                                                |
| Zaagblad               | Serratula tinctoria                    | inheems                                                               |
| Zacht loogkruid        | Salsola kali ssp. ruthenica            | inheems                                                               |
| Zacht vetkruid         | Sedum sexangulare                      | inheems                                                               |
| Zachte berk            | Betula pubescens                       | inheems                                                               |
| Zachte dravik          | Bromus hordeaceus                      | inheems                                                               |
| Zachte duizendknoop    | Persicaria mitis                       | inheems                                                               |
| Zachte haver           | Helictotrichon pubescens               | inheems                                                               |
| Zachte naaldvaren      | Polystichum setiferum                  | inheems                                                               |
| Zachte ooievaarsbek    | Geranium molle                         | inheems                                                               |
| Zandambrosia           | Ambrosia psilostachya                  | ingeburgerd in Vlaanderen, ingeburgerd en verdwenen in Wallonië       |
| Zandblauwtje           | Jasione montana                        | inheems                                                               |
| Zanddoddegras          | Phleum arenarium                       | inheems in Vlaanderen, niet in Wallonië maar soms met zand aangevoerd |
| Zandhaver              | Leymus arenarius                       | inheems in Vlaanderen, niet in Wallonië                               |
| Zandhoornbloem         | Cerastium semidecandrum                | inheems                                                               |
| Zandkweek              | Elytrigia maritima                     | verspreiding onbekend                                                 |
| Zandlangbaardgras      | Vulpia membranacea                     | ingeburgerd in Vlaanderen, niet in Wallonië                           |
| Zandraket              | Arabidopsis thaliana                   | inheems                                                               |
| Zandstruisgras         | Agrostis vinealis                      | inheems                                                               |
| Zandteunisbloem        | Oenothera deflexa                      | ingeburgerd                                                           |
| Zandviooltje           | Viola rupestris                        | niet in Vlaanderen, inheems in Wallonië                               |
| Zandweegbree           | Plantago arenaria                      | ingeburgerd                                                           |
| Zandzegge              | Carex arenaria                         | inheems                                                               |
| Zeealsem               | Artemisia maritima                     | inheems in Vlaanderen, niet in Wallonië                               |
| Zeegerst               | Hordeum marinum                        | inheems in Vlaanderen, niet in Wallonië                               |
| Zeegroen walstro       | Galium glaucum                         | niet in Vlaanderen, verdwenen uit Wallonië                            |
| Zeegroene ganzenvoet   | Chenopodium glaucum                    | ingeburgerd voor 1500                                                 |
| Zeegroene muur         | Stellaria palustris                    | inheems                                                               |
| Zeegroene rus          | Juncus inflexus                        | inheems                                                               |
| Zeegroene zegge        | Carex flacca                           | inheems                                                               |
| Zeekweek               | Elytrigia atherica                     | inheems in Vlaanderen, niet in Wallonië                               |
| Zeekool                | Crambe maritima                        | inheems in Vlaanderen, niet in Wallonië                               |
| Zeelathyrus            | Lathyrus japonicus                     | verdwenen uit Vlaanderen, niet in Wallonië                            |
| Zeepkruid              | Saponaria officinalis                  | ingevoerd voor 1500                                                   |
| zeepostelein           | Honckenya peploides                    | verdwenen uit Vlaanderen, niet in Wallonië                            |
| Zeeraket               | Cakile maritima                        | inheems in Vlaanderen, niet in Wallonië                               |
| Zeerus                 | Juncus maritimus                       | inheems in Vlaanderen, niet in Wallonië                               |
| Zeevenkel              | Crithmum maritimum                     | inheems in Vlaanderen, niet in Wallonië                               |
| Zeevetmuur             | Sagina maritima                        | inheems in Vlaanderen, niet in Wallonië                               |
| Zeeweegbree            | Plantago maritima                      | inheems in Vlaanderen, niet in Wallonië                               |
| Zeewinde               | Calystegia soldanella                  | inheems in Vlaanderen, niet in Wallonië                               |
| Zeewolfsmelk           | Euphorbia paralias                     | inheems in Vlaanderen, niet in Wallonië                               |
| Zegekruid              | Nicandra physalodes                    | adventief                                                             |
| Zevenblad              | Aegopodium podagraria                  | inheems                                                               |
| Zevenster              | Trientalis europaea                    | inheems                                                               |
| Zilt torkruid          | Oenanthe lachenalii                    | inheems in Vlaanderen, niet in Wallonië                               |
| Zilte greppelrus       | Juncus ambiguus                        | inheems in Vlaanderen, niet in Wallonië                               |
| Zilte rus              | Juncus gerardii                        | inheems in Vlaanderen, niet in Wallonië                               |
| Zilte schijnspurrie    | Spergularia marina                     | inheems in Vlaanderen, ingeburgerd in Wallonië                        |
| Zilte waterranonkel    | Ranunculus baudotii                    | inheems in Vlaanderen, niet in Wallonië                               |
| Zilte zegge            | Carex distans                          | inheems in Vlaanderen, waarschijnlijk verdwenen uit Wallonië          |
| Zilverhaver            | Aira caryophyllea                      | inheems                                                               |
| Zilverschoon           | Potentilla anserina                    | inheems                                                               |
| Zinkboerenkers         | Thlaspi caerulescens                   | inheems                                                               |
| Zinklepelblad          | Cochlearia pyrenaica                   | niet in Vlaanderen, inheems in Wallonië                               |
| Zinkschapengras        | Thlaspi caerulescens                   | niet in Vlaanderen, inheems in Wallonië                               |
| Zinkveldmuur           | Minuartia verna                        | niet in Vlaanderen, inheems in Wallonië                               |
| Zinkviooltje           | Viola lutea ssp. calaminaria           | niet in Vlaanderen, inheems in Wallonië                               |
| Zittende zannichellia  | Zannichellia palustris ssp. palustris  | inheems                                                               |
| Zoete kers             | Prunus avium                           | inheems                                                               |
| Zoete wolfsmelk        | Euphorbia dulcis                       | inheems                                                               |
| Zomeradonis            | Adonis aestivalis                      | verdwenen                                                             |
| Zomerandoorn           | Stachys annua                          | niet in Vlaanderen, inheems in Wallonië                               |
| Zomerbitterling        | Blackstonia perfoliata ssp. perfoliata | inheems                                                               |
| Zomereik               | Quercus robur                          | inheems                                                               |
| Zomerfijnstraal        | Erigeron annuus                        | ingeburgerd                                                           |
| Zomerklokje            | Leucojum aestivum                      | inheems                                                               |
| Zomerlinde             | Tilia platyphyllos                     | inheems                                                               |
| Zomerschroeforchis     | Spiranthes aestivalis                  | verdwenen uit Vlaanderen, niet in Wallonië                            |
| Zomprus                | Juncus articulatus                     | inheems                                                               |
| Zompvergeet-mij-nietje | Myosotis laxa ssp. cespitosa           | inheems                                                               |
| Zompzegge              | Carex curta                            | inheems                                                               |
| Zuid-Afrikaanse gierst | Panicum schinzii                       | ingeburgerd                                                           |
| Zulte                  | Aster tripolium                        | inheems                                                               |
| Zuurbes                | Berberis vulgaris                      | inheems                                                               |
| Zwaardfonteinkruid     | Potamogeton xsparganifolius            | verspreiding onbekend                                                 |
| Zwaluwtong             | Fallopia convolvulus                   | inheems                                                               |
| Zwanenbloem            | Butomus umbellatus                     | inheems                                                               |
| Zware dreps            | Bromus grossus                         | inheems                                                               |
| Zwart peperboompje     | Daphne laureola                        | niet in Vlaanderen, inheems in Wallonië                               |
| Zwart tandzaad         | Bidens frondosa                        | ingeburgerd                                                           |
| Zwartblauwe rapunzel   | Phyteuma spicatum ssp. nigrum          | inheems                                                               |
| Zwarte bes             | Ribes nigrum                           | inheems                                                               |
| Zwarte els             | Alnus glutinosa                        | inheems                                                               |
| Zwarte lathyrus        | Lathyrus niger                         | niet in Vlaanderen, waarschijnlijk verdwenen uit Wallonië             |
| Zwarte mosterd         | Brassica nigra                         | inheems                                                               |
| Zwarte nachtschade     | Solanum nigrum ssp. nigrum             | inheems                                                               |
| Zwarte populier        | Populus nigra                          | inheems                                                               |
| Zwarte toorts          | Verbascum nigrum                       | inheems                                                               |
| Zwarte zegge           | Carex nigra                            | inheems                                                               |
| Zwartsteel             | Asplenium adiantum-nigrum              | inheems                                                               |
| Zwenkdravik            | Anisantha tectorum                     | inheems                                                               |

A B C D E F G H I J K L M N O P R S T U V W Z